# Coupe d'Angleterre de football 2012-2013
Navigation
Coupe d'Angleterre 2011-2012 Coupe d'Angleterre 2013-2014
La Coupe d'Angleterre de football 2012-2013 est la 132e édition de la Coupe d'Angleterre de football.
La compétition débute le 11 août 2012 avec le tour extra-préliminaire et se termine le 11 mai 2013 avec la finale au stade de Wembley, à Londres.

## Calendrier de l'épreuve
| Tour                                       | Date des premiers matchs                   | Matchs                                     | Matchs                                     | Clubs       |
| Tour                                       | Date des premiers matchs                   | Joués                                      | Rejoués                                    | Clubs       |
| ------------------------------------------ | ------------------------------------------ | ------------------------------------------ | ------------------------------------------ | ----------- |
| entrée en lice des clubs de niveau 9 et 10 | entrée en lice des clubs de niveau 9 et 10 | entrée en lice des clubs de niveau 9 et 10 | entrée en lice des clubs de niveau 9 et 10 | +408        |
| Tour extra-préliminaire                    | 11 août 2012                               | 400                                        | 34                                         | 400 → 200   |
| entrée en lice des clubs de niveau 8       | entrée en lice des clubs de niveau 8       | entrée en lice des clubs de niveau 8       | entrée en lice des clubs de niveau 8       | +132 (=332) |
| Tour préliminaire                          | 25 août 2012                               | 166                                        | 45                                         | 332 → 166   |
| entrée en lice des clubs de niveau 7       | entrée en lice des clubs de niveau 7       | entrée en lice des clubs de niveau 7       | entrée en lice des clubs de niveau 7       | +66 (=232)  |
| Premier tour de qualification              | 8 septembre 2012                           | 116                                        | 20                                         | 232 → 116   |
| entrée en lice des clubs de niveau 6       | entrée en lice des clubs de niveau 6       | entrée en lice des clubs de niveau 6       | entrée en lice des clubs de niveau 6       | +44 (=160)  |
| Deuxième tour de qualification             | 22 septembre 2012                          | 80                                         | 19                                         | 160 → 80    |
| Troisième tour de qualification            | 6 octobre 2012                             | 40                                         | 5                                          | 80 → 40     |
| entrée en lice des clubs de niveau 5       | entrée en lice des clubs de niveau 5       | entrée en lice des clubs de niveau 5       | entrée en lice des clubs de niveau 5       | +24 (=64)   |
| Quatrième tour de qualification            | 20 octobre 2012                            | 32                                         | 7                                          | 64 → 32     |
| entrée en lice des clubs de niveau 4 et 3  | entrée en lice des clubs de niveau 4 et 3  | entrée en lice des clubs de niveau 4 et 3  | entrée en lice des clubs de niveau 4 et 3  | +48 (=80)   |
| Premier tour                               | 3 novembre 2012                            | 40                                         | 11                                         | 80 → 40     |
| Deuxième tour                              | 1er décembre 2012                          | 20                                         | 5                                          | 40 → 20     |
| entrée en lice des clubs de niveau 2 et 1  | entrée en lice des clubs de niveau 2 et 1  | entrée en lice des clubs de niveau 2 et 1  | entrée en lice des clubs de niveau 2 et 1  | +44 (=64)   |
| Troisième tour                             | 5 janvier 2013                             | 32                                         | 6                                          | 64 → 32     |
| Quatrième tour                             | 28 janvier 2013                            | 16                                         | 3                                          | 32 → 16     |
| Cinquième tour                             | 16 février 2013                            | 8                                          | 2                                          | 16 → 8      |
| Quarts de finale                           | 9 mars 2013                                | 4                                          | 1                                          | 8 → 4       |
| Demi-finales                               | 13-14 avril 2013                           | 2                                          | -                                          | 4 → 2       |
| Finale                                     | 11 mai 2013                                | 1                                          | -                                          | 2 → 1       |

## Résultats

### Premier tour
| 2 novembre 2012 | Cambridge City | 0-0   | Milton Keynes Dons |                                                                     |                                                                     |
| 19 h 30         |                | (0-0) |                    | City Ground, Cambridge Spectateurs : 1 564 Arbitrage : James Adcock | City Ground, Cambridge Spectateurs : 1 564 Arbitrage : James Adcock |
| 19 h 30         | Rapport        |       |                    | City Ground, Cambridge Spectateurs : 1 564 Arbitrage : James Adcock | City Ground, Cambridge Spectateurs : 1 564 Arbitrage : James Adcock |

| 3 novembre 2012 | Hereford United                  | 3-1   | Shrewsbury Town |                                                                    |                                                                    |
| 13 h            | Evans 3e · Bowman 12e 73e (pen.) | (2-1) | 30eSummerfield  | Edgar Street, Hereford Spectateurs : 3 251 Arbitrage : Gary Sutton | Edgar Street, Hereford Spectateurs : 3 251 Arbitrage : Gary Sutton |
| 13 h            | Rapport                          |       |                 | Edgar Street, Hereford Spectateurs : 3 251 Arbitrage : Gary Sutton | Edgar Street, Hereford Spectateurs : 3 251 Arbitrage : Gary Sutton |

| 3 novembre 2012 | Boreham Wood | 0-2   | Brentford               |                                                                       |                                                                       |
| 14 h            |              | (0-2) | 33eOrlandi · 87eHoskins | Meadow Park, Borehamwood Spectateurs : 1 495 Arbitrage : Robert Lewis | Meadow Park, Borehamwood Spectateurs : 1 495 Arbitrage : Robert Lewis |
| 14 h            | Rapport      |       |                         | Meadow Park, Borehamwood Spectateurs : 1 495 Arbitrage : Robert Lewis | Meadow Park, Borehamwood Spectateurs : 1 495 Arbitrage : Robert Lewis |

| 3 novembre 2012 | Kidderminster Harriers | 0-2   | Oldham Athletic         |                                                                      |                                                                      |
| 15 h            |                        | (0-0) | 52eMontaño · 65e Baxter | Aggborough, Kidderminster Spectateurs : 2 888 Arbitrage : David Webb | Aggborough, Kidderminster Spectateurs : 2 888 Arbitrage : David Webb |
| 15 h            | Rapport                |       |                         | Aggborough, Kidderminster Spectateurs : 2 888 Arbitrage : David Webb | Aggborough, Kidderminster Spectateurs : 2 888 Arbitrage : David Webb |

| 3 novembre 2012 | Chelmsford City                | 3-1   | Colchester United |                                                                              |                                                                              |
| 15 h            | Simmonds 23e 63e · Slabber 89e | (1-0) | 70eRose           | Melbourne Stadium, Chelmsford Spectateurs : 3 016 Arbitrage : Michael Naylor | Melbourne Stadium, Chelmsford Spectateurs : 3 016 Arbitrage : Michael Naylor |
| 15 h            | Rapport                        |       |                   | Melbourne Stadium, Chelmsford Spectateurs : 3 016 Arbitrage : Michael Naylor | Melbourne Stadium, Chelmsford Spectateurs : 3 016 Arbitrage : Michael Naylor |

| 3 novembre 2012 | Metropolitan Police | 1-2   | Crawley Town             |                                                                    |                                                                    |
| 15 h            | Tait 83e            | (0-1) | 36e Simpson · 69e Clarke | Imber Court, Molesey Spectateurs : 1 485 Arbitrage : Trevor Kettle | Imber Court, Molesey Spectateurs : 1 485 Arbitrage : Trevor Kettle |
| 15 h            | Rapport             |       |                          | Imber Court, Molesey Spectateurs : 1 485 Arbitrage : Trevor Kettle | Imber Court, Molesey Spectateurs : 1 485 Arbitrage : Trevor Kettle |

| 3 novembre 2012 | Luton Town  | 1-1   | Nuneaton Town |                                                                       |                                                                       |
| 15 h            | Rendell 84e | (0-1) | 20e Waite     | Kenilworth Road, Luton Spectateurs : 3 089 Arbitrage : Robert Whitton | Kenilworth Road, Luton Spectateurs : 3 089 Arbitrage : Robert Whitton |
| 15 h            | Rapport     |       |               | Kenilworth Road, Luton Spectateurs : 3 089 Arbitrage : Robert Whitton | Kenilworth Road, Luton Spectateurs : 3 089 Arbitrage : Robert Whitton |

| 3 novembre 2012 | Portsmouth | 0-2   | Notts County            |                                                                           |                                                                           |
| 15 h            |            | (0-1) | 45+1e Zoko · 56e Arquin | Fratton Park, Portsmouth Spectateurs : 7 560 Arbitrage : Darren Sheldrake | Fratton Park, Portsmouth Spectateurs : 7 560 Arbitrage : Darren Sheldrake |
| 15 h            | Rapport    |       |                         | Fratton Park, Portsmouth Spectateurs : 7 560 Arbitrage : Darren Sheldrake | Fratton Park, Portsmouth Spectateurs : 7 560 Arbitrage : Darren Sheldrake |

| 3 novembre 2012 | Bishop's Stortford | 1-2   | Hastings United       |                                                                                   |                                                                                   |
| 15 h            | Johnson 7e         | (1-0) | 70e Ray · 88e Attwood | Woodside Park, Bishop's Stortford Spectateurs : 1 212 Arbitrage : Hiroyuki Kimura | Woodside Park, Bishop's Stortford Spectateurs : 1 212 Arbitrage : Hiroyuki Kimura |
| 15 h            | Rapport            |       |                       | Woodside Park, Bishop's Stortford Spectateurs : 1 212 Arbitrage : Hiroyuki Kimura | Woodside Park, Bishop's Stortford Spectateurs : 1 212 Arbitrage : Hiroyuki Kimura |

| 3 novembre 2012 | Fleetwood Town       | 3-0   | Bromley |                                                                        |                                                                        |
| 15 h            | Ball 11e · Parkin 17 | (3-0) |         | Highbury Stadium, Fleetwood Spectateurs : 1 696 Arbitrage : Ross Joyce | Highbury Stadium, Fleetwood Spectateurs : 1 696 Arbitrage : Ross Joyce |
| 15 h            | Rapport              |       |         | Highbury Stadium, Fleetwood Spectateurs : 1 696 Arbitrage : Ross Joyce | Highbury Stadium, Fleetwood Spectateurs : 1 696 Arbitrage : Ross Joyce |

| 3 novembre 2012 | Forest Green Rovers      | 2-3   | Port Vale                                  |                                                                       |                                                                       |
| 15 h            | Norwood 34e · Oshodi 49e | (1-2) | 7e Vincent · 12e McDonald · 80e Williamson | The New Lawn, Nailsworth Spectateurs : 1 753 Arbitrage : Philip Gibbs | The New Lawn, Nailsworth Spectateurs : 1 753 Arbitrage : Philip Gibbs |
| 15 h            | Rapport                  |       |                                            | The New Lawn, Nailsworth Spectateurs : 1 753 Arbitrage : Philip Gibbs | The New Lawn, Nailsworth Spectateurs : 1 753 Arbitrage : Philip Gibbs |

| 3 novembre 2012 | Torquay United | 0-1   | Harrogate Town |                                                                  |                                                                  |
| 15 h            |                | (0-1) | 20e Chilaka    | Plainmoor, Torquay Spectateurs : 1 817 Arbitrage : Wayne Barratt | Plainmoor, Torquay Spectateurs : 1 817 Arbitrage : Wayne Barratt |
| 15 h            | Rapport        |       |                | Plainmoor, Torquay Spectateurs : 1 817 Arbitrage : Wayne Barratt | Plainmoor, Torquay Spectateurs : 1 817 Arbitrage : Wayne Barratt |

| 3 novembre 2012 | Bournemouth                                | 4-0   | Dagenham & Redbridge |                                                                        |                                                                        |
| 15 h            | McQuoid 30e (79) · Pugh 59e · Fogden 90+1e | (1-0) |                      | Dean Court, Bournemouth Spectateurs : 5 827 Arbitrage : Darren Deadman | Dean Court, Bournemouth Spectateurs : 5 827 Arbitrage : Darren Deadman |
| 15 h            | Rapport                                    |       |                      | Dean Court, Bournemouth Spectateurs : 5 827 Arbitrage : Darren Deadman | Dean Court, Bournemouth Spectateurs : 5 827 Arbitrage : Darren Deadman |

| 3 novembre 2012 | Morecambe   | 1-1   | Rochdale    |                                                                       |                                                                       |
| 15 h            | Fleming 12e | (1-0) | 72e Kennedy | Globe Arena, Morecambe Spectateurs : 1 839 Arbitrage : Stephen Martin | Globe Arena, Morecambe Spectateurs : 1 839 Arbitrage : Stephen Martin |
| 15 h            | Rapport     |       |             | Globe Arena, Morecambe Spectateurs : 1 839 Arbitrage : Stephen Martin | Globe Arena, Morecambe Spectateurs : 1 839 Arbitrage : Stephen Martin |

| 3 novembre 2012 | Swindon Town | 0-2   | Macclesfield Town               |                                                                    |                                                                    |
| 15 h            |              | (0-0) | 63e Diagne · 90e (csc) Thompson | County Ground, Swindon Spectateurs : 6 408 Arbitrage : Andy Davies | County Ground, Swindon Spectateurs : 6 408 Arbitrage : Andy Davies |
| 15 h            | Rapport      |       |                                 | County Ground, Swindon Spectateurs : 6 408 Arbitrage : Andy Davies | County Ground, Swindon Spectateurs : 6 408 Arbitrage : Andy Davies |

| 3 novembre 2012 | Cheltenham Town                                | 3-0   | Yate Town |                                                                         |                                                                         |
| 15 h            | Thomas 3e (csc) · Mohamed 65e · Zebroski 90+2e | (1-0) |           | Whaddon Road, Cheltenham Spectateurs : 3 055 Arbitrage : David Phillips | Whaddon Road, Cheltenham Spectateurs : 3 055 Arbitrage : David Phillips |
| 15 h            | Rapport                                        |       |           | Whaddon Road, Cheltenham Spectateurs : 3 055 Arbitrage : David Phillips | Whaddon Road, Cheltenham Spectateurs : 3 055 Arbitrage : David Phillips |

| 3 novembre 2012 | Coventry City                          | 3-0   | Arlesey Town |                                                                    |                                                                    |
| 15 h            | Ball 28e · Christie 63e · Jennings 89e | (1-0) |              | Ricoh Arena, Coventry Spectateurs : 6 594 Arbitrage : Kevin Wright | Ricoh Arena, Coventry Spectateurs : 6 594 Arbitrage : Kevin Wright |
| 15 h            | Rapport                                |       |              | Ricoh Arena, Coventry Spectateurs : 6 594 Arbitrage : Kevin Wright | Ricoh Arena, Coventry Spectateurs : 6 594 Arbitrage : Kevin Wright |

| 3 novembre 2012 | York City | 1-1   | AFC Wimbledon |                                                                      |                                                                      |
| 15 h            | Reed 62e  | (0-0) | 80e Strutton  | Bootham Crescent, York Spectateurs : 2 752 Arbitrage : Richard Clark | Bootham Crescent, York Spectateurs : 2 752 Arbitrage : Richard Clark |
| 15 h            | Rapport   |       |               | Bootham Crescent, York Spectateurs : 2 752 Arbitrage : Richard Clark | Bootham Crescent, York Spectateurs : 2 752 Arbitrage : Richard Clark |

| 3 novembre 2012 | Bury      | 1-0   | Exeter City |                                                                 |                                                                 |
| 15 h            | Sodje 35e | (1-0) |             | Gigg Lane, Bury Spectateurs : 1 821 Arbitrage : Tony Harrington | Gigg Lane, Bury Spectateurs : 1 821 Arbitrage : Tony Harrington |
| 15 h            | Rapport   |       |             | Gigg Lane, Bury Spectateurs : 1 821 Arbitrage : Tony Harrington | Gigg Lane, Bury Spectateurs : 1 821 Arbitrage : Tony Harrington |

| 3 novembre 2012 | Chesterfield                                                                     | 6-1   | Hartlepool United |                                                                                    |                                                                                    |
| 15 h            | Boden 16e · Randall 29e · Clay 42e · Forbes 54e · Jack Lester 79e · Westcarr 90e | (3-0) | 78e Sweeney       | Proact Stadium, Chesterfield Spectateurs : 3 083 Arbitrage : Christopher Sarginson | Proact Stadium, Chesterfield Spectateurs : 3 083 Arbitrage : Christopher Sarginson |
| 15 h            | Rapport                                                                          |       |                   | Proact Stadium, Chesterfield Spectateurs : 3 083 Arbitrage : Christopher Sarginson | Proact Stadium, Chesterfield Spectateurs : 3 083 Arbitrage : Christopher Sarginson |

| 3 novembre 2012 | Doncaster Rovers                 | 3-1   | Bradford Park Avenue |                                                                            |                                                                            |
| 15 h            | Woods 27e · Hume 36e · Brown 76e | (2-0) | 56e Marshall         | Keepmoat Stadium, Doncaster Spectateurs : 4 602 Arbitrage : Jeremy Simpson | Keepmoat Stadium, Doncaster Spectateurs : 4 602 Arbitrage : Jeremy Simpson |
| 15 h            | Rapport                          |       |                      | Keepmoat Stadium, Doncaster Spectateurs : 4 602 Arbitrage : Jeremy Simpson | Keepmoat Stadium, Doncaster Spectateurs : 4 602 Arbitrage : Jeremy Simpson |

| 3 novembre 2012 | Gillingham                                                  | 4-0   | Scunthorpe United |                                                                              |                                                                              |
| 15 h            | Fish 59e · Burton 65e · Kedwell 76e (pen.) · Birchall 90+3e | (0-0) |                   | Priestfield Stadium, Gillingham Spectateurs : 4 017 Arbitrage : Andy Woolmer | Priestfield Stadium, Gillingham Spectateurs : 4 017 Arbitrage : Andy Woolmer |
| 15 h            | Rapport                                                     |       |                   | Priestfield Stadium, Gillingham Spectateurs : 4 017 Arbitrage : Andy Woolmer | Priestfield Stadium, Gillingham Spectateurs : 4 017 Arbitrage : Andy Woolmer |

| 3 novembre 2012 | Aldershot Town  | 2-1   | Hendon        |                                                                           |                                                                           |
| 15 h            | Hylton 57e (85) | (0-1) | 28e Cracknell | Recreation Ground, Aldershot Spectateurs : 1 822 Arbitrage : Simon Hooper | Recreation Ground, Aldershot Spectateurs : 1 822 Arbitrage : Simon Hooper |
| 15 h            | Rapport         |       |               | Recreation Ground, Aldershot Spectateurs : 1 822 Arbitrage : Simon Hooper | Recreation Ground, Aldershot Spectateurs : 1 822 Arbitrage : Simon Hooper |

| 3 novembre 2012 | Lincoln City | 1-1   | Walsall      |                                                                                        |                                                                                        |
| 15 h            | Taylor 45+1e | (1-0) | 87e Bowerman | The 12th Man Sincil Bank Stadium, Lincoln Spectateurs : 2 032 Arbitrage : Scott Duncan | The 12th Man Sincil Bank Stadium, Lincoln Spectateurs : 2 032 Arbitrage : Scott Duncan |
| 15 h            | Rapport      |       |              | The 12th Man Sincil Bank Stadium, Lincoln Spectateurs : 2 032 Arbitrage : Scott Duncan | The 12th Man Sincil Bank Stadium, Lincoln Spectateurs : 2 032 Arbitrage : Scott Duncan |

| 3 novembre 2012 | Wrexham                       | 2-4   | Alfreton Town                                           |                                                                              |                                                                              |
| 15 h            | Ashton 2e (pen.) · Wright 85e | (1-1) | 27e Clayton · 60e (pen.) Bradley · 79e (90+2) Tomlinson | Racecourse Ground, Wrexham Spectateurs : 2 409 Arbitrage : Nicholas Kinseley | Racecourse Ground, Wrexham Spectateurs : 2 409 Arbitrage : Nicholas Kinseley |
| 15 h            | Rapport                       |       |                                                         | Racecourse Ground, Wrexham Spectateurs : 2 409 Arbitrage : Nicholas Kinseley | Racecourse Ground, Wrexham Spectateurs : 2 409 Arbitrage : Nicholas Kinseley |

| 3 novembre 2012 | Southend United                     | 3-0   | Stockport County |                                                                             |                                                                             |
| 15 h            | Corr 33e · Laird 85e · Eastwood 88e | (1-0) |                  | Roots Hall, Southend-on-Sea Spectateurs : 3 084 Arbitrage : Iain Williamson | Roots Hall, Southend-on-Sea Spectateurs : 3 084 Arbitrage : Iain Williamson |
| 15 h            | Rapport                             |       |                  | Roots Hall, Southend-on-Sea Spectateurs : 3 084 Arbitrage : Iain Williamson | Roots Hall, Southend-on-Sea Spectateurs : 3 084 Arbitrage : Iain Williamson |

| 3 novembre 2012 | Crewe Alexandra                                | 4-1   | Wycombe Wanderers |                                                                        |                                                                        |
| 15 h            | Pogba 19e · Ellis 40e · Aneke 62e · Murphy 77e | (2-1) | 13e Spring        | Alexandra Stadium, Crewe Spectateurs : 2 417 Arbitrage : Andrew Madley | Alexandra Stadium, Crewe Spectateurs : 2 417 Arbitrage : Andrew Madley |
| 15 h            | Rapport                                        |       |                   | Alexandra Stadium, Crewe Spectateurs : 2 417 Arbitrage : Andrew Madley | Alexandra Stadium, Crewe Spectateurs : 2 417 Arbitrage : Andrew Madley |

| 3 novembre 2012 | Bristol Rovers | 1-2   | Sheffield United          |                                                                       |                                                                       |
| 15 h            | Clarkson 5e    | (1-0) | 53e Blackman · 62e Porter | Memorial Stadium, Bristol Spectateurs : 4 712 Arbitrage : Fred Graham | Memorial Stadium, Bristol Spectateurs : 4 712 Arbitrage : Fred Graham |
| 15 h            | Rapport        |       |                           | Memorial Stadium, Bristol Spectateurs : 4 712 Arbitrage : Fred Graham | Memorial Stadium, Bristol Spectateurs : 4 712 Arbitrage : Fred Graham |

| 3 novembre 2012 | Mansfield Town | 0-0   | Slough Town |                                                                   |                                                                   |
| 15 h            |                | (0-0) |             | Field Mill, Mansfield Spectateurs : 1 686 Arbitrage : Jumpei Lida | Field Mill, Mansfield Spectateurs : 1 686 Arbitrage : Jumpei Lida |
| 15 h            | Rapport        |       |             | Field Mill, Mansfield Spectateurs : 1 686 Arbitrage : Jumpei Lida | Field Mill, Mansfield Spectateurs : 1 686 Arbitrage : Jumpei Lida |

| 3 novembre 2012 | Barnet  | 0-2   | Oxford United            |                                                                        |                                                                        |
| 15 h            |         | (0-0) | 56e Constable · 80e Rigg | Underhill Stadium, Barnet Spectateurs : 2 346 Arbitrage : Tim Robinson | Underhill Stadium, Barnet Spectateurs : 2 346 Arbitrage : Tim Robinson |
| 15 h            | Rapport |       |                          | Underhill Stadium, Barnet Spectateurs : 2 346 Arbitrage : Tim Robinson | Underhill Stadium, Barnet Spectateurs : 2 346 Arbitrage : Tim Robinson |

| 3 novembre 2012 | Rotherham United                   | 3-2   | Stevenage              |                                                                            |                                                                            |
| 15 h            | Bradley 30e · Frecklington 53e 56e | (1-0) | 58e Dunne · 72e Morais | New York Stadium, Rotherham Spectateurs : 4 324 Arbitrage : Eddie Ilderton | New York Stadium, Rotherham Spectateurs : 4 324 Arbitrage : Eddie Ilderton |
| 15 h            | Rapport                            |       |                        | New York Stadium, Rotherham Spectateurs : 4 324 Arbitrage : Eddie Ilderton | New York Stadium, Rotherham Spectateurs : 4 324 Arbitrage : Eddie Ilderton |

| 3 novembre 2012 | Fylde       | 1-4   | Accrington Stanley       |                                                                     |                                                                     |
| 15 h            | Farrell 90e | (0-2) | 32e 45e 77e 86e Hatfield | Kellamergh Park, Warton Spectateurs : 1 213 Arbitrage : David Coote | Kellamergh Park, Warton Spectateurs : 1 213 Arbitrage : David Coote |
| 15 h            | Rapport     |       |                          | Kellamergh Park, Warton Spectateurs : 1 213 Arbitrage : David Coote | Kellamergh Park, Warton Spectateurs : 1 213 Arbitrage : David Coote |

| 3 novembre 2012 | Guiseley                   | 2-2   | Barrow                 |                                                                                 |                                                                                 |
| 15 h            | Brooksby 14e · Boshell 35e | (2-1) | 44e Boyes · 48e Hunter | Nethermoor Park, Guiseley Spectateurs : 1 605 Arbitrage : Sebastian Stockbridge | Nethermoor Park, Guiseley Spectateurs : 1 605 Arbitrage : Sebastian Stockbridge |
| 15 h            | Rapport                    |       |                        | Nethermoor Park, Guiseley Spectateurs : 1 605 Arbitrage : Sebastian Stockbridge | Nethermoor Park, Guiseley Spectateurs : 1 605 Arbitrage : Sebastian Stockbridge |

| 3 novembre 2012 | Northampton Town | 1-1   | Bradford City |                                                                                 |                                                                                 |
| 15 h            | Moult 61e        | (0-1) | 32e Atkinson  | Sixfields Stadium, Northampton Spectateurs : 2 512 Arbitrage : Geoff Eltringham | Sixfields Stadium, Northampton Spectateurs : 2 512 Arbitrage : Geoff Eltringham |
| 15 h            | Rapport          |       |               | Sixfields Stadium, Northampton Spectateurs : 2 512 Arbitrage : Geoff Eltringham | Sixfields Stadium, Northampton Spectateurs : 2 512 Arbitrage : Geoff Eltringham |

| 3 novembre 2012 | Preston North End                    | 3-0   | Yeovil Town |                                                                 |                                                                 |
| 15 h            | Byrom 38e · Amoo 41e · Robertson 70e | (2-0) |             | Dean Court, Preston Spectateurs : 4 757 Arbitrage : Andy Haines | Dean Court, Preston Spectateurs : 4 757 Arbitrage : Andy Haines |
| 15 h            | Rapport                              |       |             | Dean Court, Preston Spectateurs : 4 757 Arbitrage : Andy Haines | Dean Court, Preston Spectateurs : 4 757 Arbitrage : Andy Haines |

| 3 novembre 2012 | Carlisle United                                        | 4-2   | Ebbsfleet United       |                                                                    |                                                                    |
| 15 h            | Symington 45+1e · Noble 61e · Berrett 81e · Garner 87e | (1-0) | 58e Elder · 90+3e Howe | Brunton Park, Carlisle Spectateurs : 2 373 Arbitrage : Darren Bond | Brunton Park, Carlisle Spectateurs : 2 373 Arbitrage : Darren Bond |
| 15 h            | Rapport                                                |       |                        | Brunton Park, Carlisle Spectateurs : 2 373 Arbitrage : Darren Bond | Brunton Park, Carlisle Spectateurs : 2 373 Arbitrage : Darren Bond |

| 4 novembre 2012 | Burton Albion                          | 3-3   | Altrincham                                          |                                                                                  |                                                                                  |
| 19 h 30         | Diamond 53e · Maghoma 77e · Zola 90+3e | (0-2) | 29e Rodgers · 34e (csc) Stanton · 85e (csc) McCrory | Pirelli Stadium, Burton upon Trent, Spectateurs : 1 989 Arbitrage : Michael Bull | Pirelli Stadium, Burton upon Trent, Spectateurs : 1 989 Arbitrage : Michael Bull |
| 19 h 30         | Rapport                                |       |                                                     | Pirelli Stadium, Burton upon Trent, Spectateurs : 1 989 Arbitrage : Michael Bull | Pirelli Stadium, Burton upon Trent, Spectateurs : 1 989 Arbitrage : Michael Bull |

| 4 novembre 2012 | Dorchester Town | 1-0   | Plymouth Argyle |                                                                            |                                                                            |
| 16 h 30         | Gosling 49e     | (0-0) |                 | The Avenue Stadium, Dorchester Spectateurs : 3 196 Arbitrage : Lee Collins | The Avenue Stadium, Dorchester Spectateurs : 3 196 Arbitrage : Lee Collins |
| 16 h 30         | Rapport         |       |                 | The Avenue Stadium, Dorchester Spectateurs : 3 196 Arbitrage : Lee Collins | The Avenue Stadium, Dorchester Spectateurs : 3 196 Arbitrage : Lee Collins |

| 13 novembre 2012 | Braintree Town | 0-3   | Tranmere Rovers                         |                                                                          |                                                                          |
| 19 h 45          |                | (0-1) | 24e Thompson · 53e Stockton · 90e Power | Cressing Road, Braintree Spectateurs : 1 503 Arbitrage : Dean Whitestone | Cressing Road, Braintree Spectateurs : 1 503 Arbitrage : Dean Whitestone |
| 19 h 45          | Rapport        |       |                                         | Cressing Road, Braintree Spectateurs : 1 503 Arbitrage : Dean Whitestone | Cressing Road, Braintree Spectateurs : 1 503 Arbitrage : Dean Whitestone |

| 14 novembre 2012 | Gloucester City | 0-2   | Leyton Orient        |                                                                         |                                                                         |
| 19 h 45          |                 | (0-0) | 87e Mooney · 88e Cox | Whaddon Road, Cheltenham Spectateurs : 1 381 Arbitrage : Steven Rushton | Whaddon Road, Cheltenham Spectateurs : 1 381 Arbitrage : Steven Rushton |
| 19 h 45          | Rapport         |       |                      | Whaddon Road, Cheltenham Spectateurs : 1 381 Arbitrage : Steven Rushton | Whaddon Road, Cheltenham Spectateurs : 1 381 Arbitrage : Steven Rushton |

#### Matchs rejoués
| 12 novembre 2012 | AFC Wimbledon                                | 4-3 (aet) | York City                       |                                                                                |                                                                                |
| 19 h 45          | Strutton 34e 78e · Harrison 97e · Midson 99e | (1-1)     | 22e (csc) Brown · 90e 119e Reed | Kingsmeadow, Kingston upon Thames Spectateurs : 1 954 Arbitrage : Keith Stroud | Kingsmeadow, Kingston upon Thames Spectateurs : 1 954 Arbitrage : Keith Stroud |
| 19 h 45          | Rapport                                      |           |                                 | Kingsmeadow, Kingston upon Thames Spectateurs : 1 954 Arbitrage : Keith Stroud | Kingsmeadow, Kingston upon Thames Spectateurs : 1 954 Arbitrage : Keith Stroud |

| 13 novembre 2012 | Milton Keynes Dons                                                             | 6-1   | Cambridge City |                                                                        |                                                                        |
| 19 h 45          | Williams 12e 74e (pen.) · O'Shea 43e · Bowditch 45+2e · Ali 75e · Chicksen 77e | (3-0) | 60e Theobald   | Stadium mk, Milton Keynes Spectateurs : 4 126 Arbitrage : Nigel Miller | Stadium mk, Milton Keynes Spectateurs : 4 126 Arbitrage : Nigel Miller |
| 19 h 45          | Rapport                                                                        |       |                | Stadium mk, Milton Keynes Spectateurs : 4 126 Arbitrage : Nigel Miller | Stadium mk, Milton Keynes Spectateurs : 4 126 Arbitrage : Nigel Miller |

| 13 novembre 2012 | Nuneaton Town | 0-2   | Luton Town             |                                                                                     |                                                                                     |
| 19 h 45          |               | (0-1) | 22e 72e (pen.) Rendell | Triton Showers Community Arena, Nuneaton Spectateurs : 1 596 Arbitrage : Gavin Ward | Triton Showers Community Arena, Nuneaton Spectateurs : 1 596 Arbitrage : Gavin Ward |
| 19 h 45          | Rapport       |       |                        | Triton Showers Community Arena, Nuneaton Spectateurs : 1 596 Arbitrage : Gavin Ward | Triton Showers Community Arena, Nuneaton Spectateurs : 1 596 Arbitrage : Gavin Ward |

| 13 novembre 2012 | Rochdale | 0-1   | Morecambe    |                                                                         |                                                                         |
| 19 h 45          |          | (0-1) | 44e McDonald | Spotland Stadium, Rochdale Spectateurs : 1 675 Arbitrage : Mark Heywood | Spotland Stadium, Rochdale Spectateurs : 1 675 Arbitrage : Mark Heywood |
| 19 h 45          | Rapport  |       |              | Spotland Stadium, Rochdale Spectateurs : 1 675 Arbitrage : Mark Heywood | Spotland Stadium, Rochdale Spectateurs : 1 675 Arbitrage : Mark Heywood |

| 13 novembre 2012 | Walsall                       | 2-3 (aet) | Lincoln City                 |                                                                       |                                                                       |
| 19 h 45          | Taundry 81e · Paterson 120+2e | (0-0)     | 50e Power · 102e 118e Oliver | Banks's Stadium, Walsall Spectateurs : 1 762 Arbitrage : Graham Scott | Banks's Stadium, Walsall Spectateurs : 1 762 Arbitrage : Graham Scott |
| 19 h 45          | Rapport                       |           |                              | Banks's Stadium, Walsall Spectateurs : 1 762 Arbitrage : Graham Scott | Banks's Stadium, Walsall Spectateurs : 1 762 Arbitrage : Graham Scott |

| 13 novembre 2012 | Slough Town              | 1- 1 (aet) 1 – 4 t. a. b. | Mansfield Town                       |                                                                          |                                                                          |
| 19 h 45          | Bowden-Haase 66e         | (0 - 1)                   | 45+2e (csc) Woozley                  | Holloways Park, Beaconsfield Spectateurs : 1 593 Arbitrage : Andy D'Urso | Holloways Park, Beaconsfield Spectateurs : 1 593 Arbitrage : Andy D'Urso |
| 19 h 45          | Rapport                  |                           |                                      | Holloways Park, Beaconsfield Spectateurs : 1 593 Arbitrage : Andy D'Urso | Holloways Park, Beaconsfield Spectateurs : 1 593 Arbitrage : Andy D'Urso |
| 19 h 45          | Swift · Burgess · Sonner | Tirs au but 1 – 4         | Clements · Briscoe · Rhead · Speight | Holloways Park, Beaconsfield Spectateurs : 1 593 Arbitrage : Andy D'Urso | Holloways Park, Beaconsfield Spectateurs : 1 593 Arbitrage : Andy D'Urso |

| 13 novembre 2012 | Barrow       | 1-0   | Guiseley | | |
| 19 h 45          | Hunter 90+2e | (0-0) |          | Furness Building Society Stadium, Barrow-in-Furness Spectateurs : 1 402 Arbitrage : Oliver Langford | Furness Building Society Stadium, Barrow-in-Furness Spectateurs : 1 402 Arbitrage : Oliver Langford |
| 19 h 45          | Rapport      |       |          | Furness Building Society Stadium, Barrow-in-Furness Spectateurs : 1 402 Arbitrage : Oliver Langford | Furness Building Society Stadium, Barrow-in-Furness Spectateurs : 1 402 Arbitrage : Oliver Langford |

| 13 novembre 2012 | Bradford City                                   | 3- 3 (aet) 4 – 2 t. a. b. | Northampton Town                                           |                                                                      |                                                                      |
| 19 h 45          | Atkinson 35e · Wells 90e (pen.) · McHugh 120+1e | (1 - 1)                   | 43e (pen.) Demontagnac · 90+3e (csc) Platt · 109e Langmead | Valley Parade, Bradford Spectateurs : 2 951 Arbitrage : Mick Russell | Valley Parade, Bradford Spectateurs : 2 951 Arbitrage : Mick Russell |
| 19 h 45          | Rapport                                         |                           |                                                            | Valley Parade, Bradford Spectateurs : 2 951 Arbitrage : Mick Russell | Valley Parade, Bradford Spectateurs : 2 951 Arbitrage : Mick Russell |
| 19 h 45          | Jones · Atkinson · Darby · Ravenhill            | Tirs au but 4 – 2         | Platt · East · Langmead · Hornby                           | Valley Parade, Bradford Spectateurs : 2 951 Arbitrage : Mick Russell | Valley Parade, Bradford Spectateurs : 2 951 Arbitrage : Mick Russell |

| 15 novembre 2012 | Altrincham                | 0-2   | Burton Albion         |                                                                    |                                                                    |
| 19 h 45          | Hayes 26e · Donaldson 76e | (0-0) | 65e Palmer · 75e Zola | Moss Lane, Altrincham Spectateurs : 2 428 Arbitrage : Carl Boyeson | Moss Lane, Altrincham Spectateurs : 2 428 Arbitrage : Carl Boyeson |
| 19 h 45          | Rapport                   |       |                       | Moss Lane, Altrincham Spectateurs : 2 428 Arbitrage : Carl Boyeson | Moss Lane, Altrincham Spectateurs : 2 428 Arbitrage : Carl Boyeson |

### Deuxième tour
| 30 novembre 2012 | Bradford City | 1-1   | Brentford    |                                                                     |                                                                     |
| 19 h 45          | Hanson 70e    | (0-1) | 43eDonaldson | Valley Parade, Bradford Spectateurs : 3 620 Arbitrage : Gary Sutton | Valley Parade, Bradford Spectateurs : 3 620 Arbitrage : Gary Sutton |
| 19 h 45          | Rapport       |       |              | Valley Parade, Bradford Spectateurs : 3 620 Arbitrage : Gary Sutton | Valley Parade, Bradford Spectateurs : 3 620 Arbitrage : Gary Sutton |

| 1er décembre 2012 | Preston North End         | 2-0   | Gillingham |                                                                 |                                                                 |
| 15 h              | Monakana 12e · Beavon 38e | (2-0) |            | Deepdale, Preston Spectateurs : 5 271 Arbitrage : Trevor Kettle | Deepdale, Preston Spectateurs : 5 271 Arbitrage : Trevor Kettle |
| 15 h              | Rapport                   |       |            | Deepdale, Preston Spectateurs : 5 271 Arbitrage : Trevor Kettle | Deepdale, Preston Spectateurs : 5 271 Arbitrage : Trevor Kettle |

| 1er décembre 2012 | Bury               | 1-1   | Southend United |                                                             |                                                             |
| 15 h              | Doherty 33e (pen.) | (1-1) | 41e Tomlin      | Gigg Lane, Bury Spectateurs : 2 391 Arbitrage : Andy Haines | Gigg Lane, Bury Spectateurs : 2 391 Arbitrage : Andy Haines |
| 15 h              | Rapport            |       |                 | Gigg Lane, Bury Spectateurs : 2 391 Arbitrage : Andy Haines | Gigg Lane, Bury Spectateurs : 2 391 Arbitrage : Andy Haines |

| 1er décembre 2012 | Sheffield United | 2-1   | Port Vale |                                                                       |                                                                       |
| 15 h              | Miller 90e 90+5e | (0-1) | 33ePope   | Bramall Lane, Sheffield Spectateurs : 10 215 Arbitrage : Kevin Wright | Bramall Lane, Sheffield Spectateurs : 10 215 Arbitrage : Kevin Wright |
| 15 h              | Rapport          |       |           | Bramall Lane, Sheffield Spectateurs : 10 215 Arbitrage : Kevin Wright | Bramall Lane, Sheffield Spectateurs : 10 215 Arbitrage : Kevin Wright |

| 1er décembre 2012 | Carlisle United | 1-3   | Bournemouth                        |                                                                     |                                                                     |
| 15 h              | Beck 72e        | (0-2) | 30e Fogden · 36e O'Kane · 90e Pugh | Brunton Park, Carlisle Spectateurs : 2 980 Arbitrage : Paul Tierney | Brunton Park, Carlisle Spectateurs : 2 980 Arbitrage : Paul Tierney |
| 15 h              | Rapport         |       |                                    | Brunton Park, Carlisle Spectateurs : 2 980 Arbitrage : Paul Tierney | Brunton Park, Carlisle Spectateurs : 2 980 Arbitrage : Paul Tierney |

| 1er décembre 2012 | Crewe Alexandra | 0-1   | Burton Albion |                                                                           |                                                                           |
| 15 h              |                 | (0-1) | 5e Zola       | Alexandra Stadium, Crewe Spectateurs : 3 065 Arbitrage : Graham Salisbury | Alexandra Stadium, Crewe Spectateurs : 3 065 Arbitrage : Graham Salisbury |
| 15 h              | Rapport         |       |               | Alexandra Stadium, Crewe Spectateurs : 3 065 Arbitrage : Graham Salisbury | Alexandra Stadium, Crewe Spectateurs : 3 065 Arbitrage : Graham Salisbury |

| 1er décembre 2012 | Luton Town             | 2-1   | Dorchester Town |                                                                   |                                                                   |
| 15 h              | Gray 30e · Lawless 68e | (1-0) | 71e Pugh        | Kenilworth Road, Luton Spectateurs : 3 287 Arbitrage : Carl Berry | Kenilworth Road, Luton Spectateurs : 3 287 Arbitrage : Carl Berry |
| 15 h              | Rapport                |       |                 | Kenilworth Road, Luton Spectateurs : 3 287 Arbitrage : Carl Berry | Kenilworth Road, Luton Spectateurs : 3 287 Arbitrage : Carl Berry |

| 1er décembre 2012 | Oldham Athletic                 | 3-1   | Doncaster Rovers |                                                                    |                                                                    |
| 15 h              | Wabara 45e · Derbyshire 70e 77e | (1-1) | 4e Blake         | Boundary Park, Oldham Spectateurs : 2 783 Arbitrage : Nigel Miller | Boundary Park, Oldham Spectateurs : 2 783 Arbitrage : Nigel Miller |
| 15 h              | Rapport                         |       |                  | Boundary Park, Oldham Spectateurs : 2 783 Arbitrage : Nigel Miller | Boundary Park, Oldham Spectateurs : 2 783 Arbitrage : Nigel Miller |

| 1er décembre 2012 | Tranmere Rovers           | 2-1   | Chesterfield |                                                                        |                                                                        |
| 15 h              | Stockton 42e · McGurk 57e | (1-1) | 31e Cooper   | Prenton Park, Birkenhead Spectateurs : 3 781 Arbitrage : Robert Madley | Prenton Park, Birkenhead Spectateurs : 3 781 Arbitrage : Robert Madley |
| 15 h              | Rapport                   |       |              | Prenton Park, Birkenhead Spectateurs : 3 781 Arbitrage : Robert Madley | Prenton Park, Birkenhead Spectateurs : 3 781 Arbitrage : Robert Madley |

| 1er décembre 2012 | Rotherham United | 1-1   | Notts County |                                                                             |                                                                             |
| 15 h              | Pringle 42e      | (1-1) | 32e Arquin   | New York Stadium, Rotherham Spectateurs : 7 903 Arbitrage : Darren Drysdale | New York Stadium, Rotherham Spectateurs : 7 903 Arbitrage : Darren Drysdale |
| 15 h              | Rapport          |       |              | New York Stadium, Rotherham Spectateurs : 7 903 Arbitrage : Darren Drysdale | New York Stadium, Rotherham Spectateurs : 7 903 Arbitrage : Darren Drysdale |

| 18 décembre 2012 | Barrow    | 1-1   | Macclesfield Town |                                                                             |                                                                             |
| 19 h 45          | Baker 29e | (1-1) | 19e Charnock      | Holker Street, Barrow-in-Furness Spectateurs : 1 592 Arbitrage : David Webb | Holker Street, Barrow-in-Furness Spectateurs : 1 592 Arbitrage : David Webb |
| 19 h 45          | Rapport   |       |                   | Holker Street, Barrow-in-Furness Spectateurs : 1 592 Arbitrage : David Webb | Holker Street, Barrow-in-Furness Spectateurs : 1 592 Arbitrage : David Webb |

| 1er décembre 2012 | Accrington Stanley                           | 3-3   | Oxford United                              |                                                                       |                                                                       |
| 15 h              | Lindfield 25e · Beattie 80e · Molyneux 90+1e | (1-1) | 12e Pittman · 86e Constable · 90+4e Raynes | Crown Ground, Accrington Spectateurs : 1 195 Arbitrage : Andy Woolmer | Crown Ground, Accrington Spectateurs : 1 195 Arbitrage : Andy Woolmer |
| 15 h              | Rapport                                      |       |                                            | Crown Ground, Accrington Spectateurs : 1 195 Arbitrage : Andy Woolmer | Crown Ground, Accrington Spectateurs : 1 195 Arbitrage : Andy Woolmer |

| 1er décembre 2012 | Lincoln City               | 3-3   | Mansfield Town                        |                                                                                        |                                                                                        |
| 13 h              | Power 45e 66e · Taylor 47e | (1-1) | 21e Green · 53e Briscoe · 90+3e Rhead | The 12th Man Sincil Bank Stadium, Lincoln Spectateurs : 4 127 Arbitrage : Mark Haywood | The 12th Man Sincil Bank Stadium, Lincoln Spectateurs : 4 127 Arbitrage : Mark Haywood |
| 13 h              | Rapport                    |       |                                       | The 12th Man Sincil Bank Stadium, Lincoln Spectateurs : 4 127 Arbitrage : Mark Haywood | The 12th Man Sincil Bank Stadium, Lincoln Spectateurs : 4 127 Arbitrage : Mark Haywood |

| 1er décembre 2012 | Harrogate Town | 1-1   | Hastings United |                                                                     |                                                                     |
| 13 h              | Platt 41e      | (1-0) | 61e Crellin     | Wetherby Road, Harrogate Spectateurs : 2 986 Arbitrage : Mark Brown | Wetherby Road, Harrogate Spectateurs : 2 986 Arbitrage : Mark Brown |
| 13 h              | Rapport        |       |                 | Wetherby Road, Harrogate Spectateurs : 2 986 Arbitrage : Mark Brown | Wetherby Road, Harrogate Spectateurs : 2 986 Arbitrage : Mark Brown |

| 1er décembre 2012 | Coventry City                     | 2-1   | Morecambe   |                                                                    |                                                                    |
| 15 h              | McSheffrey 38e (pen.) · Baker 46e | (1-0) | 77e Ellison | Ricoh Arena, Coventry Spectateurs : 6 339 Arbitrage : Carl Boyeson | Ricoh Arena, Coventry Spectateurs : 6 339 Arbitrage : Carl Boyeson |
| 15 h              | Rapport                           |       |             | Ricoh Arena, Coventry Spectateurs : 6 339 Arbitrage : Carl Boyeson | Ricoh Arena, Coventry Spectateurs : 6 339 Arbitrage : Carl Boyeson |

| 1er décembre 2012 | Crawley Town                                  | 3-0   | Chelmsford City |                                                                             |                                                                             |
| 15 h              | Adams 23e · Clarke 41e · Alexander 89e (pen.) | (2-0) |                 | Broadfield Stadium, Crawley Spectateurs : 3 012 Arbitrage : Chris Sarginson | Broadfield Stadium, Crawley Spectateurs : 3 012 Arbitrage : Chris Sarginson |
| 15 h              | Rapport                                       |       |                 | Broadfield Stadium, Crawley Spectateurs : 3 012 Arbitrage : Chris Sarginson | Broadfield Stadium, Crawley Spectateurs : 3 012 Arbitrage : Chris Sarginson |

| 1er décembre 2012 | Fleetwood Town       | 2-3   | Aldershot Town                  |                                                                        |                                                                        |
| 15 h              | Brown 11e · Ball 88e | (1-2) | 19e 75e Hylton · 45+1e Vincenti | Highbury Stadium, Fleetwood Spectateurs : 1 757 Arbitrage : Phil Gibbs | Highbury Stadium, Fleetwood Spectateurs : 1 757 Arbitrage : Phil Gibbs |
| 15 h              | Rapport              |       |                                 | Highbury Stadium, Fleetwood Spectateurs : 1 757 Arbitrage : Phil Gibbs | Highbury Stadium, Fleetwood Spectateurs : 1 757 Arbitrage : Phil Gibbs |

| 2 décembre 2012 | Milton Keynes Dons            | 2-1   | AFC Wimbledon |                                                                            |                                                                            |
| 12 h 30         | Gleeson 45e · Otsemobor 90+1e | (1-0) | 59e Midson    | Stadium mk, Milton Keynes Spectateurs : 16 459 Arbitrage : Scott Mathieson | Stadium mk, Milton Keynes Spectateurs : 16 459 Arbitrage : Scott Mathieson |
| 12 h 30         | Rapport                       |       |               | Stadium mk, Milton Keynes Spectateurs : 16 459 Arbitrage : Scott Mathieson | Stadium mk, Milton Keynes Spectateurs : 16 459 Arbitrage : Scott Mathieson |

| 2 décembre 2012 | Alfreton Town                   | 2-4   | Leyton Orient                |                                                                      |                                                                      |
| 15 h 15         | Paul Clayton 4e · Tomlinson 52e | (1-3) | 25e 86e Cox · 30e 36e Mooney | North Street, Alfreton Spectateurs : 1 104 Arbitrage : Robert Madley | North Street, Alfreton Spectateurs : 1 104 Arbitrage : Robert Madley |
| 15 h 15         | Rapport                         |       |                              | North Street, Alfreton Spectateurs : 1 104 Arbitrage : Robert Madley | North Street, Alfreton Spectateurs : 1 104 Arbitrage : Robert Madley |

| 3 décembre 2012 | Cheltenham Town | 1-1   | Hereford United |                                                                       |                                                                       |
| 19 h 45         | Harrad 16e      | (1-1) | 20e O'Keefe     | Whaddon Road, Cheltenham Spectateurs : 5 070 Arbitrage : Craig Pawson | Whaddon Road, Cheltenham Spectateurs : 5 070 Arbitrage : Craig Pawson |
| 19 h 45         | Rapport         |       |                 | Whaddon Road, Cheltenham Spectateurs : 5 070 Arbitrage : Craig Pawson | Whaddon Road, Cheltenham Spectateurs : 5 070 Arbitrage : Craig Pawson |

#### Matchs rejoués
| 11 décembre 2012 | Hereford United | 1-2 (aet) | Cheltenham Town                    |                                                                        |                                                                        |
| 19 h 45          | Clucas 74e      | (0-1)     | 45+3e (pen.) Harrad · 114e Mohamed | Edgar Street, Hereford Spectateurs : 5 026 Arbitrage : Dean Whitestone | Edgar Street, Hereford Spectateurs : 5 026 Arbitrage : Dean Whitestone |
| 19 h 45          | Rapport         |           |                                    | Edgar Street, Hereford Spectateurs : 5 026 Arbitrage : Dean Whitestone | Edgar Street, Hereford Spectateurs : 5 026 Arbitrage : Dean Whitestone |

| 11 décembre 2012 | Southend United                      | 1- 1 (aet) 3 – 2 t. a. b. | Bury                                             |                                                                             |                                                                             |
| 19 h 45          | Tomlin 63e                           | (0 - 0)                   | 59e Thompson                                     | Roots Hall, Southend-on-Sea Spectateurs : 3 043 Arbitrage : Oliver Langford | Roots Hall, Southend-on-Sea Spectateurs : 3 043 Arbitrage : Oliver Langford |
| 19 h 45          | Rapport                              |                           |                                                  | Roots Hall, Southend-on-Sea Spectateurs : 3 043 Arbitrage : Oliver Langford | Roots Hall, Southend-on-Sea Spectateurs : 3 043 Arbitrage : Oliver Langford |
| 19 h 45          | Eastwood · Clohessy · Hurst · Tomlin | Tirs au but 3 – 2         | Schumacher · Doherty · Worrall · Hewitt · Hughes | Roots Hall, Southend-on-Sea Spectateurs : 3 043 Arbitrage : Oliver Langford | Roots Hall, Southend-on-Sea Spectateurs : 3 043 Arbitrage : Oliver Langford |

| 12 décembre 2012 | Mansfield Town                 | 2-1   | Lincoln City |                                                                              |                                                                              |
| 19 h 45          | Farman 14e (csc) · Briscoe 77e | (1-1) | 41e Smith    | One Call Stadium, Mansfield Spectateurs : 5 304 Arbitrage : Darren Sheldrake | One Call Stadium, Mansfield Spectateurs : 5 304 Arbitrage : Darren Sheldrake |
| 19 h 45          | Rapport                        |       |              | One Call Stadium, Mansfield Spectateurs : 5 304 Arbitrage : Darren Sheldrake | One Call Stadium, Mansfield Spectateurs : 5 304 Arbitrage : Darren Sheldrake |

| 13 décembre 2012 | Hastings United                                      | 1- 1 (aet) 5 – 4 t. a. b. | Harrogate Town                               |                                                                        |                                                                        |
| 19 h 45          | Carey 47e (pen.)                                     | (0 - 0)                   | 89e Platt                                    | The Pilot Field, Hastings Spectateurs : 4 028 Arbitrage : Mike Russell | The Pilot Field, Hastings Spectateurs : 4 028 Arbitrage : Mike Russell |
| 19 h 45          | Rapport                                              |                           |                                              | The Pilot Field, Hastings Spectateurs : 4 028 Arbitrage : Mike Russell | The Pilot Field, Hastings Spectateurs : 4 028 Arbitrage : Mike Russell |
| 19 h 45          | Dixon · Whitehead · Carey · Attwood · Ellis · Okojie | Tirs au but 5 – 4         | Bolder · Platt · Allan · Hardy · Dean · Elam | The Pilot Field, Hastings Spectateurs : 4 028 Arbitrage : Mike Russell | The Pilot Field, Hastings Spectateurs : 4 028 Arbitrage : Mike Russell |

| 18 décembre 2012 | Brentford                                           | 4-2 (aet) | Bradford City                 |                                                                      |                                                                      |
| 19 h 45          | Trotta 45e (pen.) · Donaldson 103e · Forrester 106e | (1-1)     | 34e Reid · 94e (pen.) Connell | Griffin Park, Brentford Spectateurs : 2 643 Arbitrage : Graham Scott | Griffin Park, Brentford Spectateurs : 2 643 Arbitrage : Graham Scott |
| 19 h 45          | Rapport                                             |           |                               | Griffin Park, Brentford Spectateurs : 2 643 Arbitrage : Graham Scott | Griffin Park, Brentford Spectateurs : 2 643 Arbitrage : Graham Scott |

| 18 décembre 2012 | Notts County | 0-3   | Rotherham United                         |                                                                        |                                                                        |
| 19 h 45          |              | (0-3) | 9e Pringle · 22e Bradley · 41e Nardiello | Meadow Lane, Nottingham Spectateurs : 2 990 Arbitrage : Darren Deadman | Meadow Lane, Nottingham Spectateurs : 2 990 Arbitrage : Darren Deadman |
| 19 h 45          | Rapport      |       |                                          | Meadow Lane, Nottingham Spectateurs : 2 990 Arbitrage : Darren Deadman | Meadow Lane, Nottingham Spectateurs : 2 990 Arbitrage : Darren Deadman |

| 18 décembre 2012 | Oxford United             | 2-0   | Accrington Stanley |                                                                     |                                                                     |
| 19 h 45          | Constable 66e · Leven 79e | (0-0) |                    | Kassam Stadium, Oxford Spectateurs : 2 566 Arbitrage : Simon Hooper | Kassam Stadium, Oxford Spectateurs : 2 566 Arbitrage : Simon Hooper |
| 19 h 45          | Rapport                   |       |                    | Kassam Stadium, Oxford Spectateurs : 2 566 Arbitrage : Simon Hooper | Kassam Stadium, Oxford Spectateurs : 2 566 Arbitrage : Simon Hooper |

| 29 décembre 2012 | Macclesfield Town                                         | 4-1   | Barrow    |                                                                    |                                                                    |
| 19 h 45          | Kissock 7e · Holroyd 16e · Barnes-Homer 67e · Holroyd 69e | (2-1) | 17e Boyes | Moss Rose, Macclesfield Spectateurs : 1 554 Arbitrage : Phil Gibbs | Moss Rose, Macclesfield Spectateurs : 1 554 Arbitrage : Phil Gibbs |
| 19 h 45          | Rapport                                                   |       |           | Moss Rose, Macclesfield Spectateurs : 1 554 Arbitrage : Phil Gibbs | Moss Rose, Macclesfield Spectateurs : 1 554 Arbitrage : Phil Gibbs |

### Troisième tour
| 5 janvier 2013 | Crystal Palace | 0-0   | Stoke City |                                                                              |                                                                              |
| 15 h           |                | (0-0) |            | Selhurst Park, South Norwood Spectateurs : 13 693 Arbitrage : Neil Swarbrick | Selhurst Park, South Norwood Spectateurs : 13 693 Arbitrage : Neil Swarbrick |
| 15 h           | Rapport        |       |            | Selhurst Park, South Norwood Spectateurs : 13 693 Arbitrage : Neil Swarbrick | Selhurst Park, South Norwood Spectateurs : 13 693 Arbitrage : Neil Swarbrick |

| 5 janvier 2013 | Brighton & Hove Albion  | 2-0   | Newcastle |                                                                     |                                                                     |
| 12 h 30        | 33eOrlandi · 87eHoskins | (1-0) |           | Falmer Stadium, Falmer Spectateurs : 21 740 Arbitrage : Lee Probert | Falmer Stadium, Falmer Spectateurs : 21 740 Arbitrage : Lee Probert |
| 12 h 30        | Rapport                 |       |           | Falmer Stadium, Falmer Spectateurs : 21 740 Arbitrage : Lee Probert | Falmer Stadium, Falmer Spectateurs : 21 740 Arbitrage : Lee Probert |

| 5 janvier 2013 | Tottenham                  | 3-0   | Coventry City |                                                                            |                                                                            |
| 15 h           | 14e (37)Dempsey · 33e Bale | (3-0) |               | White Hart Lane, Tottenham Spectateurs : 35 726 Arbitrage : Michael Naylor | White Hart Lane, Tottenham Spectateurs : 35 726 Arbitrage : Michael Naylor |
| 15 h           | Rapport                    |       |               | White Hart Lane, Tottenham Spectateurs : 35 726 Arbitrage : Michael Naylor | White Hart Lane, Tottenham Spectateurs : 35 726 Arbitrage : Michael Naylor |

| 5 janvier 2013 | Wigan Athletic | 1-1   | Bournemouth |                                                                 |                                                                 |
| 15 h           | 70eGómez       | (0-1) | 41eO'Kane   | DW Stadium, Wigan Spectateurs : 8 199 Arbitrage : Robert Madley | DW Stadium, Wigan Spectateurs : 8 199 Arbitrage : Robert Madley |
| 15 h           | Rapport        |       |             | DW Stadium, Wigan Spectateurs : 8 199 Arbitrage : Robert Madley | DW Stadium, Wigan Spectateurs : 8 199 Arbitrage : Robert Madley |

| 5 janvier 2013 | Fulham        | 1-1   | Blackpool    |                                                                   |                                                                   |
| 15 h           | 80eKaragoúnis | (0-0) | 60eSilvestre | Craven Cottage, Fulham Spectateurs : 14 473 Arbitrage : Lee Mason | Craven Cottage, Fulham Spectateurs : 14 473 Arbitrage : Lee Mason |
| 15 h           | Rapport       |       |              | Craven Cottage, Fulham Spectateurs : 14 473 Arbitrage : Lee Mason | Craven Cottage, Fulham Spectateurs : 14 473 Arbitrage : Lee Mason |

| 5 janvier 2013 | Aston Villa            | 2-1   | Ipswich Town |                                                                       |                                                                       |
| 15 h           | 46e Bent · 83e Weimann | (0-1) | 31e Chopra   | Villa Park, Birmingham Spectateurs : 24 854 Arbitrage : Jonathan Moss | Villa Park, Birmingham Spectateurs : 24 854 Arbitrage : Jonathan Moss |
| 15 h           | Rapport                |       |              | Villa Park, Birmingham Spectateurs : 24 854 Arbitrage : Jonathan Moss | Villa Park, Birmingham Spectateurs : 24 854 Arbitrage : Jonathan Moss |

| 5 janvier 2013 | Charlton Athletic | 0-1   | Huddersfield Town |                                                                      |                                                                      |
| 15 h           |                   | (0-1) | 11e Becford       | The Valley, Charlton Spectateurs : 6 657 Arbitrage : Darren Drysdale | The Valley, Charlton Spectateurs : 6 657 Arbitrage : Darren Drysdale |
| 15 h           | Rapport           |       |                   | The Valley, Charlton Spectateurs : 6 657 Arbitrage : Darren Drysdale | The Valley, Charlton Spectateurs : 6 657 Arbitrage : Darren Drysdale |

| 5 janvier 2013 | Macclesfield Town           | 2-1   | Cardiff City |                                                                     |                                                                     |
| 15 h           | Barnes-Homer 85e 88e (pen.) | (0-0) | 57e Jarvis   | Moss Rose, Macclesfield Spectateurs : 3 165 Arbitrage : Andy Madley | Moss Rose, Macclesfield Spectateurs : 3 165 Arbitrage : Andy Madley |
| 15 h           | Rapport                     |       |              | Moss Rose, Macclesfield Spectateurs : 3 165 Arbitrage : Andy Madley | Moss Rose, Macclesfield Spectateurs : 3 165 Arbitrage : Andy Madley |

| 5 janvier 2013 | Barnsley | 1-0   | Burnley |                                                                |                                                                |
| 15 h           | Rose 85e | (0-0) |         | Oakwell, Barnsley Spectateurs : 5 091 Arbitrage : Paul Tierney | Oakwell, Barnsley Spectateurs : 5 091 Arbitrage : Paul Tierney |
| 15 h           | Rapport  |       |         | Oakwell, Barnsley Spectateurs : 5 091 Arbitrage : Paul Tierney | Oakwell, Barnsley Spectateurs : 5 091 Arbitrage : Paul Tierney |

| 5 janvier 2013 | Manchester City                     | 3-0   | Watford |                                                                       |                                                                       |
| 15 h           | Tévez 25e · Barry 44e · Lopes 91+1e | (2-0) |         | Etihad Stadium, Manchester Spectateurs : 46 821 Arbitrage : Phil Dowd | Etihad Stadium, Manchester Spectateurs : 46 821 Arbitrage : Phil Dowd |
| 15 h           | Rapport                             |       |         | Etihad Stadium, Manchester Spectateurs : 46 821 Arbitrage : Phil Dowd | Etihad Stadium, Manchester Spectateurs : 46 821 Arbitrage : Phil Dowd |

| 5 janvier 2013 | Leicester City        | 2-0   | Burton Albion |                                                                            |                                                                            |
| 15 h           | Wood 3e · De Laet 21e | (2-0) |               | King Power Stadium, Leicester Spectateurs : 14 463 Arbitrage : Andy D'Urso | King Power Stadium, Leicester Spectateurs : 14 463 Arbitrage : Andy D'Urso |
| 15 h           | Rapport               |       |               | King Power Stadium, Leicester Spectateurs : 14 463 Arbitrage : Andy D'Urso | King Power Stadium, Leicester Spectateurs : 14 463 Arbitrage : Andy D'Urso |

| 5 janvier 2013 | Millwall   | 1-0   | Preston North End |                                                                        |                                                                        |
| 15 h           | Feeney 31e | (1-0) |                   | The Den, South Bermondsey Spectateurs : 5 364 Arbitrage : Craig Pawson | The Den, South Bermondsey Spectateurs : 5 364 Arbitrage : Craig Pawson |
| 15 h           | Rapport    |       |                   | The Den, South Bermondsey Spectateurs : 5 364 Arbitrage : Craig Pawson | The Den, South Bermondsey Spectateurs : 5 364 Arbitrage : Craig Pawson |

| 5 janvier 2013 | Derby County                                                        | 5-0   | Tranmere Rovers |                                                                        |                                                                        |
| 15 h           | Davies 42e · Sammon 54e · Brayford 63e · Hendrick 72e · Bennett 87e | (1-0) |                 | Pride Park Stadium, Derby Spectateurs : 11 740 Arbitrage : Mark Halsey | Pride Park Stadium, Derby Spectateurs : 11 740 Arbitrage : Mark Halsey |
| 15 h           | Rapport                                                             |       |                 | Pride Park Stadium, Derby Spectateurs : 11 740 Arbitrage : Mark Halsey | Pride Park Stadium, Derby Spectateurs : 11 740 Arbitrage : Mark Halsey |

| 5 janvier 2013 | Crawley Town | 1-3   | Reading                             |                                                                            |                                                                            |
| 15 h           | Adams 1re    | (1-1) | 13e 49e (pen.) le Fondre · 44e Hunt | Broadfield Stadium, Crawley Spectateurs : 5 880 Arbitrage : Anthony Taylor | Broadfield Stadium, Crawley Spectateurs : 5 880 Arbitrage : Anthony Taylor |
| 15 h           | Rapport      |       |                                     | Broadfield Stadium, Crawley Spectateurs : 5 880 Arbitrage : Anthony Taylor | Broadfield Stadium, Crawley Spectateurs : 5 880 Arbitrage : Anthony Taylor |

| 5 janvier 2013 | Aldershot Town    | 3-1   | Rotherham United        |                                                                         |                                                                         |
| 15 h           | Hylton 6e 23e 62e | (2-0) | 71e (pen.) Frecklington | Recreation Ground, Aldershot Spectateurs : 2 992 Arbitrage : Gavin Ward | Recreation Ground, Aldershot Spectateurs : 2 992 Arbitrage : Gavin Ward |
| 15 h           | Rapport           |       |                         | Recreation Ground, Aldershot Spectateurs : 2 992 Arbitrage : Gavin Ward | Recreation Ground, Aldershot Spectateurs : 2 992 Arbitrage : Gavin Ward |

| 5 janvier 2013 | Middlesbrough                               | 4-1   | Hastings United |                                                                                    |                                                                                    |
| 15 h           | Zemmama 23e 68e · Halliday 47e · Miller 85e | (1-0) | 17e Goldberg    | Riverside Stadium, Middlesbrough Spectateurs : 12 579 Arbitrage : Graham Salisbury | Riverside Stadium, Middlesbrough Spectateurs : 12 579 Arbitrage : Graham Salisbury |
| 15 h           | Rapport                                     |       |                 | Riverside Stadium, Middlesbrough Spectateurs : 12 579 Arbitrage : Graham Salisbury | Riverside Stadium, Middlesbrough Spectateurs : 12 579 Arbitrage : Graham Salisbury |

| 5 janvier 2013 | Oxford United | 0-3   | Sheffield United                        |                                                                     |                                                                     |
| 15 h           |               | (0-1) | 17e McMahon · 68e Kitson · 87e Blackman | Kassam Stadium, Oxford Spectateurs : 7 079 Arbitrage : Carl Boyeson | Kassam Stadium, Oxford Spectateurs : 7 079 Arbitrage : Carl Boyeson |
| 15 h           | Rapport       |       |                                         | Kassam Stadium, Oxford Spectateurs : 7 079 Arbitrage : Carl Boyeson | Kassam Stadium, Oxford Spectateurs : 7 079 Arbitrage : Carl Boyeson |

| 5 janvier 2013 | Southampton   | 1-5   | Chelsea                                                      |                                                                           |                                                                           |
| 15 h           | Rodriguez 17e | (1-2) | 35e 61e Ba · 45+2e Moses · 52e Ivanović · 83e (pen.) Lampard | St Mary's Stadium, Southampton Spectateurs : 27 813 Arbitrage : Mike Dean | St Mary's Stadium, Southampton Spectateurs : 27 813 Arbitrage : Mike Dean |
| 15 h           | Rapport       |       |                                                              | St Mary's Stadium, Southampton Spectateurs : 27 813 Arbitrage : Mike Dean | St Mary's Stadium, Southampton Spectateurs : 27 813 Arbitrage : Mike Dean |

| 5 janvier 2013 | Queens Park Rangers | 1-1   | West Bromwich Albion |                                                                               |                                                                               |
| 15 h           | Dyer 90+1e          | (0-0) | 78e Long             | Loftus Road, Shepherd's Bush Spectateurs : 8 984 Arbitrage : Mark Clattenburg | Loftus Road, Shepherd's Bush Spectateurs : 8 984 Arbitrage : Mark Clattenburg |
| 15 h           | Rapport             |       |                      | Loftus Road, Shepherd's Bush Spectateurs : 8 984 Arbitrage : Mark Clattenburg | Loftus Road, Shepherd's Bush Spectateurs : 8 984 Arbitrage : Mark Clattenburg |

| 5 janvier 2013 | Peterborough United | 0-3   | Norwich City                              |                                                                                   |                                                                                   |
| 15 h           |                     | (0-2) | 30e Bennett · 41e Jackson · 70e Snodgrass | London Road Stadium, Peterborough Spectateurs : 13 198 Arbitrage : Stuart Attwell | London Road Stadium, Peterborough Spectateurs : 13 198 Arbitrage : Stuart Attwell |
| 15 h           | Rapport             |       |                                           | London Road Stadium, Peterborough Spectateurs : 13 198 Arbitrage : Stuart Attwell | London Road Stadium, Peterborough Spectateurs : 13 198 Arbitrage : Stuart Attwell |

| 5 janvier 2013 | Bolton Wanderers                 | 2-2   | Sunderland                |                                                                        |                                                                        |
| 15 h           | Lee Chung-Yong 12e · Sordell 48e | (1-0) | 60e Wickham · 75e Gardner | Reebok Stadium, Horwich Spectateurs : 12 204 Arbitrage : Michael Jones | Reebok Stadium, Horwich Spectateurs : 12 204 Arbitrage : Michael Jones |
| 15 h           | Rapport                          |       |                           | Reebok Stadium, Horwich Spectateurs : 12 204 Arbitrage : Michael Jones | Reebok Stadium, Horwich Spectateurs : 12 204 Arbitrage : Michael Jones |

| 5 janvier 2013 | Nottingham Forest             | 2-3   | Oldham Athletic              |                                                                     |                                                                     |
| 15 h           | Smith 13e (csc) · Sharp 90+4e | (1-0) | 54e 58e Simpson · 61e Baxter | City Ground, Nottingham Spectateurs : 11 293 Arbitrage : Roger East | City Ground, Nottingham Spectateurs : 11 293 Arbitrage : Roger East |
| 15 h           | Rapport                       |       |                              | City Ground, Nottingham Spectateurs : 11 293 Arbitrage : Roger East | City Ground, Nottingham Spectateurs : 11 293 Arbitrage : Roger East |

| 5 janvier 2013 | Hull City        | 1-1   | Leyton Orient |                                                                                |                                                                                |
| 15 h           | Proschwitz 90+3e | (0-0) | 78e Mooney    | KC Stadium, Kingston-upon-Hull Spectateurs : 8 585 Arbitrage : Iain Williamson | KC Stadium, Kingston-upon-Hull Spectateurs : 8 585 Arbitrage : Iain Williamson |
| 15 h           | Rapport          |       |               | KC Stadium, Kingston-upon-Hull Spectateurs : 8 585 Arbitrage : Iain Williamson | KC Stadium, Kingston-upon-Hull Spectateurs : 8 585 Arbitrage : Iain Williamson |

| 5 janvier 2013 | Blackburn Rovers       | 2-0   | Bristol City |                                                                    |                                                                    |
| 15 h           | Murphy 7e · Hanley 58e | (1-0) |              | Ewood Park, Blackburn Spectateurs : 5 504 Arbitrage : Nigel Miller | Ewood Park, Blackburn Spectateurs : 5 504 Arbitrage : Nigel Miller |
| 15 h           | Rapport                |       |              | Ewood Park, Blackburn Spectateurs : 5 504 Arbitrage : Nigel Miller | Ewood Park, Blackburn Spectateurs : 5 504 Arbitrage : Nigel Miller |

| 5 janvier 2013 | Leeds United | 1-1   | Birmingham City |                                                               |                                                               |
| 15 h           | Becchio 60e  | (0-1) | 32e Elliott     | Elland Road, Leeds Spectateurs : 11 447 Arbitrage : Chris Foy | Elland Road, Leeds Spectateurs : 11 447 Arbitrage : Chris Foy |
| 15 h           | Rapport      |       |                 | Elland Road, Leeds Spectateurs : 11 447 Arbitrage : Chris Foy | Elland Road, Leeds Spectateurs : 11 447 Arbitrage : Chris Foy |

| 5 janvier 2013 | Southend United | 2-2   | Brentford                         |                                                                             |                                                                             |
| 15 h           | Corr 39e 54e    | (1-2) | 29e Adeyemi · 38e (csc) Cresswell | Roots Hall, Southend-on-Sea Spectateurs : 5 540 Arbitrage : Dean Whitestone | Roots Hall, Southend-on-Sea Spectateurs : 5 540 Arbitrage : Dean Whitestone |
| 15 h           | Rapport         |       |                                   | Roots Hall, Southend-on-Sea Spectateurs : 5 540 Arbitrage : Dean Whitestone | Roots Hall, Southend-on-Sea Spectateurs : 5 540 Arbitrage : Dean Whitestone |

| 5 janvier 2013 | Luton Town  | 1-0   | Wolverhampton Wanderers |                                                                         |                                                                         |
| 15 h           | Lawless 46e | (0-0) |                         | Kenilworth Road, Luton Spectateurs : 9 638 Arbitrage : Geoff Eltringham | Kenilworth Road, Luton Spectateurs : 9 638 Arbitrage : Geoff Eltringham |
| 15 h           | Rapport     |       |                         | Kenilworth Road, Luton Spectateurs : 9 638 Arbitrage : Geoff Eltringham | Kenilworth Road, Luton Spectateurs : 9 638 Arbitrage : Geoff Eltringham |

| 5 janvier 2013 | Sheffield Wednesday | 0-0   | Milton Keynes Dons |                                                                                |                                                                                |
| 15 h           |                     | (0-0) |                    | Hillsborough Stadium, Owlerton Spectateurs : 11 462 Arbitrage : Michael Oliver | Hillsborough Stadium, Owlerton Spectateurs : 11 462 Arbitrage : Michael Oliver |
| 15 h           | Rapport             |       |                    | Hillsborough Stadium, Owlerton Spectateurs : 11 462 Arbitrage : Michael Oliver | Hillsborough Stadium, Owlerton Spectateurs : 11 462 Arbitrage : Michael Oliver |

| 5 janvier 2013 | West Ham United | 2-2   | Manchester United                |                                                                            |                                                                            |
| 17 h 15        | Collins 27e 59e | (1-1) | 23e Cleverley · 90+1e van Persie | Boleyn Ground, Upton Park Spectateurs : 32 992 Arbitrage : Martin Atkinson | Boleyn Ground, Upton Park Spectateurs : 32 992 Arbitrage : Martin Atkinson |
| 17 h 15        | Rapport         |       |                                  | Boleyn Ground, Upton Park Spectateurs : 32 992 Arbitrage : Martin Atkinson | Boleyn Ground, Upton Park Spectateurs : 32 992 Arbitrage : Martin Atkinson |

| 6 janvier 2013 | Mansfield Town | 1-2   | Liverpool                 |                                                                      |                                                                      |
| 16 h           | Matt Green 79e | (0-1) | 7e Sturridge · 59e Suárez | Field Mill, Mansfield Spectateurs : 7 574 Arbitrage : Andre Marriner | Field Mill, Mansfield Spectateurs : 7 574 Arbitrage : Andre Marriner |
| 16 h           | Rapport        |       |                           | Field Mill, Mansfield Spectateurs : 7 574 Arbitrage : Andre Marriner | Field Mill, Mansfield Spectateurs : 7 574 Arbitrage : Andre Marriner |

| 6 janvier 2013 | Swansea City           | 2-2   | Arsenal                  |                                                                       |                                                                       |
| 13 h 30        | Michu 58e · Graham 87e | (0-0) | 81e Podolski · 83e Gibbs | Liberty Stadium, Swansea Spectateurs : 18 848 Arbitrage : Howard Webb | Liberty Stadium, Swansea Spectateurs : 18 848 Arbitrage : Howard Webb |
| 13 h 30        | Rapport                |       |                          | Liberty Stadium, Swansea Spectateurs : 18 848 Arbitrage : Howard Webb | Liberty Stadium, Swansea Spectateurs : 18 848 Arbitrage : Howard Webb |

| 7 janvier 2013 | Cheltenham Town | 1-5   | Everton                                                                  |                                                                       |                                                                       |
| 19 h 45        | Penn 51e        | (0-2) | 12e Jelavić · 21e (pen.) Baines · 49e Osman · 58e Coleman · 89e Fellaini | Whaddon Road, Cheltenham Spectateurs : 6 891 Arbitrage : Kevin Friend | Whaddon Road, Cheltenham Spectateurs : 6 891 Arbitrage : Kevin Friend |
| 19 h 45        | Rapport         |       |                                                                          | Whaddon Road, Cheltenham Spectateurs : 6 891 Arbitrage : Kevin Friend | Whaddon Road, Cheltenham Spectateurs : 6 891 Arbitrage : Kevin Friend |

#### Matchs rejoués
| 15 janvier 2013 | Stoke City                                 | 4-1 (aet) | Crystal Palace    |                                                                                   |                                                                                   |
| 19 h 45         | Jones 69e · Walters 95e 110e · Jerome 120e | (1-1)     | 82e (pen.) Murray | Britannia Stadium, Stoke-on-Trent Spectateurs : 11 617 Arbitrage : Anthony Taylor | Britannia Stadium, Stoke-on-Trent Spectateurs : 11 617 Arbitrage : Anthony Taylor |
| 19 h 45         | Rapport                                    |           |                   | Britannia Stadium, Stoke-on-Trent Spectateurs : 11 617 Arbitrage : Anthony Taylor | Britannia Stadium, Stoke-on-Trent Spectateurs : 11 617 Arbitrage : Anthony Taylor |

| 15 janvier 2013 | Bournemouth | 0-1   | Wigan Athletic |                                                                       |                                                                       |
| 19 h 45         |             | (0-1) | 18e Boselli    | Dean Court, Bournemouth Spectateurs : 8 890 Arbitrage : Jonathan Moss | Dean Court, Bournemouth Spectateurs : 8 890 Arbitrage : Jonathan Moss |
| 19 h 45         | Rapport     |       |                | Dean Court, Bournemouth Spectateurs : 8 890 Arbitrage : Jonathan Moss | Dean Court, Bournemouth Spectateurs : 8 890 Arbitrage : Jonathan Moss |

| 15 janvier 2013 | Blackpool      | 1-2 (aet) | Fulham                            |                                                                           |                                                                           |
| 20 h            | Delfouneso 82e | (0-0)     | 90+4e Richardson · 116e Hangeland | Bloomfield Road, Blackpool Spectateurs : 8 706 Arbitrage : Andre Marriner | Bloomfield Road, Blackpool Spectateurs : 8 706 Arbitrage : Andre Marriner |
| 20 h            | Rapport        |           |                                   | Bloomfield Road, Blackpool Spectateurs : 8 706 Arbitrage : Andre Marriner | Bloomfield Road, Blackpool Spectateurs : 8 706 Arbitrage : Andre Marriner |

| 15 janvier 2013 | Arsenal      | 1-0   | Swansea City |                                                                     |                                                                     |
| 19 h 30         | Wilshere 86e | (0-0) |              | Emirates Stadium, Spectateurs : 58 349 Arbitrage : Mark Clattenburg | Emirates Stadium, Spectateurs : 58 349 Arbitrage : Mark Clattenburg |
| 19 h 30         | Rapport      |       |              | Emirates Stadium, Spectateurs : 58 349 Arbitrage : Mark Clattenburg | Emirates Stadium, Spectateurs : 58 349 Arbitrage : Mark Clattenburg |

| 15 janvier 2013 | West Bromwich Albion | 0-1   | Queens Park Rangers |                                                                               |                                                                               |
| 20 h            |                      | (0-0) | 75e Bothroyd        | The Hawthorns, West Bromwich Spectateurs : 11 184 Arbitrage : Martin Atkinson | The Hawthorns, West Bromwich Spectateurs : 11 184 Arbitrage : Martin Atkinson |
| 20 h            | Rapport              |       |                     | The Hawthorns, West Bromwich Spectateurs : 11 184 Arbitrage : Martin Atkinson | The Hawthorns, West Bromwich Spectateurs : 11 184 Arbitrage : Martin Atkinson |

| 15 janvier 2013 | Sunderland | 0-2   | Bolton Wanderers       |                                                                            |                                                                            |
| 19 h 45         |            | (0-0) | 64e (pen.) 73e Sordell | Stadium of Light, Sunderland Spectateurs : 17 705 Arbitrage : Kevin Friend | Stadium of Light, Sunderland Spectateurs : 17 705 Arbitrage : Kevin Friend |
| 19 h 45         | Rapport    |       |                        | Stadium of Light, Sunderland Spectateurs : 17 705 Arbitrage : Kevin Friend | Stadium of Light, Sunderland Spectateurs : 17 705 Arbitrage : Kevin Friend |

| 15 janvier 2013 | Manchester United | 1-0   | West Ham |                                                                     |                                                                     |
| 19 h 45         | Rooney 9e         | (1-0) | 18e      | Old Trafford, Manchester Spectateurs : 71 081 Arbitrage : Phil Dowd | Old Trafford, Manchester Spectateurs : 71 081 Arbitrage : Phil Dowd |
| 19 h 45         | Rapport           |       |          | Old Trafford, Manchester Spectateurs : 71 081 Arbitrage : Phil Dowd | Old Trafford, Manchester Spectateurs : 71 081 Arbitrage : Phil Dowd |

| 15 janvier 2013 | Leyton Orient | 1-2 (aet) | Hull City                     |                                                                        |                                                                        |
| 19 h 45         | Cox 87e       | (0-1)     | 41e Proschwitz · 117e Cairney | Matchroom Stadium, Leyton Spectateurs : 3 601 Arbitrage : Graham Scott | Matchroom Stadium, Leyton Spectateurs : 3 601 Arbitrage : Graham Scott |
| 19 h 45         | Rapport       |           |                               | Matchroom Stadium, Leyton Spectateurs : 3 601 Arbitrage : Graham Scott | Matchroom Stadium, Leyton Spectateurs : 3 601 Arbitrage : Graham Scott |

| 15 janvier 2013 | Birmingham City | 1-2   | Leeds United                     |                                                                      |                                                                      |
| 19 h 45         | Elliott 36e     | (1-0) | 70e McCormack · 76e (pen.) Diouf | St Andrew's, Birmingham Spectateurs : 8 962 Arbitrage : Andy Woolmer | St Andrew's, Birmingham Spectateurs : 8 962 Arbitrage : Andy Woolmer |
| 19 h 45         | Rapport         |       |                                  | St Andrew's, Birmingham Spectateurs : 8 962 Arbitrage : Andy Woolmer | St Andrew's, Birmingham Spectateurs : 8 962 Arbitrage : Andy Woolmer |

| 15 janvier 2013 | Brentford                 | 2-1   | Southend United |                                                                         |                                                                         |
| 19 h 45         | Hayes 26e · Donaldson 76e | (1-0) | 69e Corr        | Griffin Park, Brentford Spectateurs : 6 526 Arbitrage : Darren Drysdale | Griffin Park, Brentford Spectateurs : 6 526 Arbitrage : Darren Drysdale |
| 19 h 45         | Rapport                   |       |                 | Griffin Park, Brentford Spectateurs : 6 526 Arbitrage : Darren Drysdale | Griffin Park, Brentford Spectateurs : 6 526 Arbitrage : Darren Drysdale |

| 15 janvier 2013 | Milton Keynes Dons                 | 2-0   | Sheffield Wednesday |                                                                       |                                                                       |
| 19 h 45         | Williams 28e (pen.) · Bowditch 75e | (1-0) |                     | Stadium mk, Milton Keynes Spectateurs : 6 782 Arbitrage : Lee Collins | Stadium mk, Milton Keynes Spectateurs : 6 782 Arbitrage : Lee Collins |
| 19 h 45         | Rapport                            |       |                     | Stadium mk, Milton Keynes Spectateurs : 6 782 Arbitrage : Lee Collins | Stadium mk, Milton Keynes Spectateurs : 6 782 Arbitrage : Lee Collins |

### Quatrième tour
| 25 janvier 2013 | Millwall                 | 2-1   | Aston Villa |                                                                     |                                                                     |
| 19 h 45         | Shittu 27e · Marquis 89e | (1-1) | 22e Bent    | The Den, Bermondsey Spectateurs : 15 007 Arbitrage : Neil Swarbrick | The Den, Bermondsey Spectateurs : 15 007 Arbitrage : Neil Swarbrick |
| 19 h 45         | Rapport                  |       |             | The Den, Bermondsey Spectateurs : 15 007 Arbitrage : Neil Swarbrick | The Den, Bermondsey Spectateurs : 15 007 Arbitrage : Neil Swarbrick |

| 26 janvier 2013 | Stoke City | 0-1   | Manchester City |                                                                                |                                                                                |
| 12 h 45         |            | (0-0) | 85e Zabaleta    | Britannia Stadium, Stoke-on-Trent Spectateurs : 19 814 Arbitrage : Howard Webb | Britannia Stadium, Stoke-on-Trent Spectateurs : 19 814 Arbitrage : Howard Webb |
| 12 h 45         | Rapport    |       |                 | Britannia Stadium, Stoke-on-Trent Spectateurs : 19 814 Arbitrage : Howard Webb | Britannia Stadium, Stoke-on-Trent Spectateurs : 19 814 Arbitrage : Howard Webb |

| 26 janvier 2013 | Norwich City | 0-1   | Luton Town  |                                                                      |                                                                      |
| 15 h            |              | (0-0) | 80e Rendell | Carrow Road, Norwich Spectateurs : 26 521 Arbitrage : Andre Marriner | Carrow Road, Norwich Spectateurs : 26 521 Arbitrage : Andre Marriner |
| 15 h            | Rapport      |       |             | Carrow Road, Norwich Spectateurs : 26 521 Arbitrage : Andre Marriner | Carrow Road, Norwich Spectateurs : 26 521 Arbitrage : Andre Marriner |

| 26 janvier 2013 | Macclesfield Town | 0-1   | Wigan Athletic  |                                                                    |                                                                    |
| 15 h            |                   | (0-1) | 7e (pen.) Gómez | Moss Rose, Macclesfield Spectateurs : 5 849 Arbitrage : Roger East | Moss Rose, Macclesfield Spectateurs : 5 849 Arbitrage : Roger East |
| 15 h            | Rapport           |       |                 | Moss Rose, Macclesfield Spectateurs : 5 849 Arbitrage : Roger East | Moss Rose, Macclesfield Spectateurs : 5 849 Arbitrage : Roger East |

| 26 janvier 2013 | Derby County | 0-3   | Blackburn Rovers                          |                                                                           |                                                                           |
| 15 h            |              | (0-1) | 44eKazim-Richards · 66e Dann · 71e Rhodes | Pride Park Stadium, Derby Spectateurs : 14 013 Arbitrage : Stuart Attwell | Pride Park Stadium, Derby Spectateurs : 14 013 Arbitrage : Stuart Attwell |
| 15 h            | Rapport      |       |                                           | Pride Park Stadium, Derby Spectateurs : 14 013 Arbitrage : Stuart Attwell | Pride Park Stadium, Derby Spectateurs : 14 013 Arbitrage : Stuart Attwell |

| 26 janvier 2013 | Hull City | 0-1   | Barnsley    |                                                                             |                                                                             |
| 15 h            |           | (0-0) | 70e Dagnall | KC Stadium, Kingston-upon-Hull Spectateurs : 9 932 Arbitrage : Keith Stroud | KC Stadium, Kingston-upon-Hull Spectateurs : 9 932 Arbitrage : Keith Stroud |
| 15 h            | Rapport   |       |             | KC Stadium, Kingston-upon-Hull Spectateurs : 9 932 Arbitrage : Keith Stroud | KC Stadium, Kingston-upon-Hull Spectateurs : 9 932 Arbitrage : Keith Stroud |

| 26 janvier 2013 | Middlesbrough              | 2-1   | Aldershot Town |                                                                               |                                                                               |
| 15 h            | Lukas Jutkiewicz 83e 90+6e | (0-0) | 89e Hylton     | Riverside Stadium, Middlesbrough Spectateurs : 12 684 Arbitrage : Andy Madley | Riverside Stadium, Middlesbrough Spectateurs : 12 684 Arbitrage : Andy Madley |
| 15 h            | Rapport                    |       |                | Riverside Stadium, Middlesbrough Spectateurs : 12 684 Arbitrage : Andy Madley | Riverside Stadium, Middlesbrough Spectateurs : 12 684 Arbitrage : Andy Madley |

| 26 janvier 2013 | Brighton & Hove Albion | 2-3   | Arsenal                     |                                                                        |                                                                        |
| 15 h            | Barnes 33e · Ulloa 62e | (1-1) | 16e 56eGiroud · 85e Walcott | Falmer Stadium, Falmer Spectateurs : 27 113 Arbitrage : Michael Oliver | Falmer Stadium, Falmer Spectateurs : 27 113 Arbitrage : Michael Oliver |
| 15 h            | Rapport                |       |                             | Falmer Stadium, Falmer Spectateurs : 27 113 Arbitrage : Michael Oliver | Falmer Stadium, Falmer Spectateurs : 27 113 Arbitrage : Michael Oliver |

| 26 janvier 2013 | Reading                                      | 4-0   | Sheffield United |                                                                      |                                                                      |
| 15 h            | Hunt 3e 50e · Leigertwood 40e · McCleary 54e | (2-0) |                  | Madejski Stadium, Reading Spectateurs : 14 715 Arbitrage : Chris Foy | Madejski Stadium, Reading Spectateurs : 14 715 Arbitrage : Chris Foy |
| 15 h            | Rapport                                      |       |                  | Madejski Stadium, Reading Spectateurs : 14 715 Arbitrage : Chris Foy | Madejski Stadium, Reading Spectateurs : 14 715 Arbitrage : Chris Foy |

| 26 janvier 2013 | Huddersfield Town | 1-1   | Leicester City |                                                                                |                                                                                |
| 15 h            | Novak 74e (pen.)  | (0-0) | 82e Wood       | Galpharm Stadium, Huddersfield Spectateurs : 11 945 Arbitrage : Anthony Taylor | Galpharm Stadium, Huddersfield Spectateurs : 11 945 Arbitrage : Anthony Taylor |
| 15 h            | Rapport           |       |                | Galpharm Stadium, Huddersfield Spectateurs : 11 945 Arbitrage : Anthony Taylor | Galpharm Stadium, Huddersfield Spectateurs : 11 945 Arbitrage : Anthony Taylor |

| 26 janvier 2013 | Queens Park Rangers        | 2-4   | Milton Keynes Dons                                    |                                                                         |                                                                         |
| 15 h            | Bothroyd 83e · Fábio 90+2e | (0-2) | 18e (csc) Traoré · 40e Lowe · 50e Harley · 56e Potter | Loftus Road, Shepherd's Bush Spectateurs : 17 081 Arbitrage : Mike Dean | Loftus Road, Shepherd's Bush Spectateurs : 17 081 Arbitrage : Mike Dean |
| 15 h            | Rapport                    |       |                                                       | Loftus Road, Shepherd's Bush Spectateurs : 17 081 Arbitrage : Mike Dean | Loftus Road, Shepherd's Bush Spectateurs : 17 081 Arbitrage : Mike Dean |

| 26 janvier 2013 | Bolton Wanderers | 1-2   | Everton                     |                                                                          |                                                                          |
| 15 h            | Sordell 27e      | (1-1) | 18e Pienaar · 90+1eHeitinga | Reebok Stadium, Horwich Spectateurs : 18 760 Arbitrage : Martin Atkinson | Reebok Stadium, Horwich Spectateurs : 18 760 Arbitrage : Martin Atkinson |
| 15 h            | Rapport          |       |                             | Reebok Stadium, Horwich Spectateurs : 18 760 Arbitrage : Martin Atkinson | Reebok Stadium, Horwich Spectateurs : 18 760 Arbitrage : Martin Atkinson |

| 26 janvier 2013 | Manchester United                                | 4-1   | Fulham     |                                                                            |                                                                            |
| 17 h 30         | Giggs 3e (pen.) · Rooney 50e · Hernández 52e 66e | (1-0) | 77e Hughes | Old Trafford, Manchester Spectateurs : 72 596 Arbitrage : Mark Clattenburg | Old Trafford, Manchester Spectateurs : 72 596 Arbitrage : Mark Clattenburg |
| 17 h 30         | Rapport                                          |       |            | Old Trafford, Manchester Spectateurs : 72 596 Arbitrage : Mark Clattenburg | Old Trafford, Manchester Spectateurs : 72 596 Arbitrage : Mark Clattenburg |

| 27 janvier 2013 | Brentford                         | 2-2   | Chelsea                |                                                                        |                                                                        |
| 12 h            | Trotta 42e · Forrester 73e (pen.) | (1-0) | 55e Oscar · 83e Torres | Griffin Park, Brentford Spectateurs : 12 146 Arbitrage : Jonathan Moss | Griffin Park, Brentford Spectateurs : 12 146 Arbitrage : Jonathan Moss |
| 12 h            | Rapport                           |       |                        | Griffin Park, Brentford Spectateurs : 12 146 Arbitrage : Jonathan Moss | Griffin Park, Brentford Spectateurs : 12 146 Arbitrage : Jonathan Moss |

| 27 janvier 2013 | Leeds United               | 2-1 | Tottenham Hotspur |                                                                  |                                                                  |
| 14 h            | Varney 15e · McCormack 50e |     | 58e Dempsey       | Elland Road, Leeds Spectateurs : 29 243 Arbitrage : Kevin Friend | Elland Road, Leeds Spectateurs : 29 243 Arbitrage : Kevin Friend |
| 14 h            | Rapport                    |     |                   | Elland Road, Leeds Spectateurs : 29 243 Arbitrage : Kevin Friend | Elland Road, Leeds Spectateurs : 29 243 Arbitrage : Kevin Friend |

| 27 janvier 2013 | Oldham Athletic           | 3-2 | Liverpool                  |                                                                    |                                                                    |
| 16 h            | Smith 3e 45e · Wabara 48e |     | 17e Suárez · 80e Joe Allen | Boundary Park, Oldham Spectateurs : 10 295 Arbitrage : Lee Probert | Boundary Park, Oldham Spectateurs : 10 295 Arbitrage : Lee Probert |
| 16 h            | Rapport                   |     |                            | Boundary Park, Oldham Spectateurs : 10 295 Arbitrage : Lee Probert | Boundary Park, Oldham Spectateurs : 10 295 Arbitrage : Lee Probert |

#### Matchs rejoués
| 12 février 2013 | Leicester City | 1-2   | Huddersfield Town         |                                                                             |                                                                             |
| 19 h 30         | Keane 7e       | (1-1) | 5e Clayton · 75e Scannell | King Power Stadium, Leicester Spectateurs : 14 517 Arbitrage : James Adcock | King Power Stadium, Leicester Spectateurs : 14 517 Arbitrage : James Adcock |
| 19 h 30         | Rapport        |       |                           | King Power Stadium, Leicester Spectateurs : 14 517 Arbitrage : James Adcock | King Power Stadium, Leicester Spectateurs : 14 517 Arbitrage : James Adcock |

| 17 février 2013 | Chelsea                                        | 4-0   | Brentford |                                                                         |                                                                         |
| 12 h            | Mata 54e · Oscar 68e · Lampard 71e · Terry 81e | (0-0) |           | Stamford Bridge, Fulham Spectateurs : 40 961 Arbitrage : Neil Swarbrick | Stamford Bridge, Fulham Spectateurs : 40 961 Arbitrage : Neil Swarbrick |
| 12 h            | Rapport                                        |       |           | Stamford Bridge, Fulham Spectateurs : 40 961 Arbitrage : Neil Swarbrick | Stamford Bridge, Fulham Spectateurs : 40 961 Arbitrage : Neil Swarbrick |

### Cinquième tour
| 16 février 2013 | Luton Town | 0-3   | Millwall                              |                                                                    |                                                                    |
| 12 h 45         |            | (0-2) | 12e Henry · 36e Hulse · 86e N'Guessan | Kenilworth Road, Luton Spectateurs : 9 768 Arbitrage : Lee Probert | Kenilworth Road, Luton Spectateurs : 9 768 Arbitrage : Lee Probert |
| 12 h 45         | Rapport    |       |                                       | Kenilworth Road, Luton Spectateurs : 9 768 Arbitrage : Lee Probert | Kenilworth Road, Luton Spectateurs : 9 768 Arbitrage : Lee Probert |

| 16 février 2013 | Milton Keynes Dons | 1-3   | Barnsley                        |                                                                       |                                                                       |
| 15 h            | 61e Bowditch       | (0-2) | 3e 90+1e Dagnall · 19e Harewood | Stadium mk, Milton Keynes Spectateurs : 14 475 Arbitrage : Mike Jones | Stadium mk, Milton Keynes Spectateurs : 14 475 Arbitrage : Mike Jones |
| 15 h            | Rapport            |       |                                 | Stadium mk, Milton Keynes Spectateurs : 14 475 Arbitrage : Mike Jones | Stadium mk, Milton Keynes Spectateurs : 14 475 Arbitrage : Mike Jones |

| 16 février 2013 | Arsenal | 0-1   | Blackburn Rovers   |                                                                      |                                                                      |
| 15 h            |         | (0-0) | 72e Kazim-Richards | Emirates Stadium, Londres Spectateurs : 60 070 Arbitrage : Mike Dean | Emirates Stadium, Londres Spectateurs : 60 070 Arbitrage : Mike Dean |
| 15 h            | Rapport |       |                    | Emirates Stadium, Londres Spectateurs : 60 070 Arbitrage : Mike Dean | Emirates Stadium, Londres Spectateurs : 60 070 Arbitrage : Mike Dean |

| 16 février 2013 | Oldham Athletic         | 2-2   | Everton                     |                                                                 |                                                                 |
| 18 h            | Obita 13e · Smith 90+5e | (1-1) | 24e Anichebe · 48e Jagielka | Boundary Park, Oldham Spectateurs : 9 473 Arbitrage : Phil Dowd | Boundary Park, Oldham Spectateurs : 9 473 Arbitrage : Phil Dowd |
| 18 h            | Rapport                 |       |                             | Boundary Park, Oldham Spectateurs : 9 473 Arbitrage : Phil Dowd | Boundary Park, Oldham Spectateurs : 9 473 Arbitrage : Phil Dowd |

| 17 février 2013 | Manchester City                              | 4-0   | Leeds United |                                                                              |                                                                              |
| 14 h            | Touré 5e · Agüero 14e (pen.) 74e · Tévez 52e | (2-0) |              | Etihad Stadium, Manchester Spectateurs : 46 849 Arbitrage : Mark Clattenburg | Etihad Stadium, Manchester Spectateurs : 46 849 Arbitrage : Mark Clattenburg |
| 14 h            | Rapport                                      |       |              | Etihad Stadium, Manchester Spectateurs : 46 849 Arbitrage : Mark Clattenburg | Etihad Stadium, Manchester Spectateurs : 46 849 Arbitrage : Mark Clattenburg |

| 17 février 2013 | Huddersfield Town | 1-4   | Wigan Athletic                               |                                                                                |                                                                                |
| 15 h 55         | Novak 62e         | (0-2) | 31e McManaman · 40e (89) Koné · 56e McArthur | Galpharm Stadium, Huddersfield Spectateurs : 12 117 Arbitrage : Michael Oliver | Galpharm Stadium, Huddersfield Spectateurs : 12 117 Arbitrage : Michael Oliver |
| 15 h 55         | Rapport           |       |                                              | Galpharm Stadium, Huddersfield Spectateurs : 12 117 Arbitrage : Michael Oliver | Galpharm Stadium, Huddersfield Spectateurs : 12 117 Arbitrage : Michael Oliver |

| 18 février 2013 | Manchester United        | 2-1   | Reading     |                                                                          |                                                                          |
| 20 h            | Nani 69e · Hernández 72e | (0-0) | 81e McAnuff | Old Trafford, Manchester Spectateurs : 75 213 Arbitrage : Andre Marriner | Old Trafford, Manchester Spectateurs : 75 213 Arbitrage : Andre Marriner |
| 20 h            | Rapport                  |       |             | Old Trafford, Manchester Spectateurs : 75 213 Arbitrage : Andre Marriner | Old Trafford, Manchester Spectateurs : 75 213 Arbitrage : Andre Marriner |

| 27 février 2013 | Middlesbrough | 0-2   | Chelsea                 |                                                                                   |                                                                                   |
| 19 h 45         |               | (0-0) | 51e Ramires · 73e Moses | Riverside Stadium, Middlesbrough Spectateurs : 27 856 Arbitrage : Martin Atkinson | Riverside Stadium, Middlesbrough Spectateurs : 27 856 Arbitrage : Martin Atkinson |
| 19 h 45         | Rapport       |       |                         | Riverside Stadium, Middlesbrough Spectateurs : 27 856 Arbitrage : Martin Atkinson | Riverside Stadium, Middlesbrough Spectateurs : 27 856 Arbitrage : Martin Atkinson |

#### Match rejoué
| 26 février 2013 | Everton                                      | 3-1   | Oldham Athletic |                                                                          |                                                                          |
| 19 h 45         | Mirallas 15e · Baines 34e (pen.) · Osman 62e | (2-0) | 64e Smith       | Goodison Park, Liverpool Spectateurs : 32 688 Arbitrage : Michael Oliver | Goodison Park, Liverpool Spectateurs : 32 688 Arbitrage : Michael Oliver |
| 19 h 45         | Rapport                                      |       |                 | Goodison Park, Liverpool Spectateurs : 32 688 Arbitrage : Michael Oliver | Goodison Park, Liverpool Spectateurs : 32 688 Arbitrage : Michael Oliver |

### Quarts de finale
| 09 mars 2013 | Everton | 0-3   | Wigan Athletic                           |                                                                        |                                                                        |
| 12 h 45      |         | (0-3) | 30e Figueroa · 31e McManaman · 33e Gómez | Goodison Park, Liverpool Spectateurs : 35 068 Arbitrage : Kevin Friend | Goodison Park, Liverpool Spectateurs : 35 068 Arbitrage : Kevin Friend |
| 12 h 45      | Rapport |       |                                          | Goodison Park, Liverpool Spectateurs : 35 068 Arbitrage : Kevin Friend | Goodison Park, Liverpool Spectateurs : 35 068 Arbitrage : Kevin Friend |

| 09 mars 2013 | Manchester City                             | 5-0   | Barnsley |                                                                            |                                                                            |
| 17 h 30      | Tévez 11e 31e 50e · Kolarov 27e · Silva 65e | (3-0) |          | Etihad Stadium, Manchester Spectateurs : 46 728 Arbitrage : Anthony Taylor | Etihad Stadium, Manchester Spectateurs : 46 728 Arbitrage : Anthony Taylor |
| 17 h 30      | Rapport                                     |       |          | Etihad Stadium, Manchester Spectateurs : 46 728 Arbitrage : Anthony Taylor | Etihad Stadium, Manchester Spectateurs : 46 728 Arbitrage : Anthony Taylor |

| 10 mars 2013 | Millwall | 0-0   | Blackburn Rovers |                                                                   |                                                                   |
| 14 h         |          | (0-0) |                  | The Den, Londres Spectateurs : 14 885 Arbitrage : Martin Atkinson | The Den, Londres Spectateurs : 14 885 Arbitrage : Martin Atkinson |
| 14 h         | Rapport  |       |                  | The Den, Londres Spectateurs : 14 885 Arbitrage : Martin Atkinson | The Den, Londres Spectateurs : 14 885 Arbitrage : Martin Atkinson |

| 10 mars 2013 | Manchester United         | 2-2   | Chelsea                  |                                                                       |                                                                       |
| 16 h 30      | Hernández 5e · Rooney 11e | (2-0) | 59e Hazard · 68e Ramires | Old Trafford, Manchester Spectateurs : 75 196 Arbitrage : Howard Webb | Old Trafford, Manchester Spectateurs : 75 196 Arbitrage : Howard Webb |
| 16 h 30      | Rapport                   |       |                          | Old Trafford, Manchester Spectateurs : 75 196 Arbitrage : Howard Webb | Old Trafford, Manchester Spectateurs : 75 196 Arbitrage : Howard Webb |

#### Matchs rejoués
| 13 mars 2013 | Blackburn Rovers | 0-1   | Millwall   |                                                                        |                                                                        |
| 19 h 30      |                  | (0-1) | 42e Shittu | Ewood Park, Blackburn Spectateurs : 8 635 Arbitrage : Mark Clattenburg | Ewood Park, Blackburn Spectateurs : 8 635 Arbitrage : Mark Clattenburg |
| 19 h 30      | Rapport          |       |            | Ewood Park, Blackburn Spectateurs : 8 635 Arbitrage : Mark Clattenburg | Ewood Park, Blackburn Spectateurs : 8 635 Arbitrage : Mark Clattenburg |

| 1er avril 2013 | Chelsea | 1-0   | Manchester United |                                                                     |                                                                     |
| 12 h 30        | Ba 49e  | (0-0) |                   | Stamford Bridge, Londres Spectateurs : 40 704 Arbitrage : Phil Dowd | Stamford Bridge, Londres Spectateurs : 40 704 Arbitrage : Phil Dowd |
| 12 h 30        | Rapport |       |                   | Stamford Bridge, Londres Spectateurs : 40 704 Arbitrage : Phil Dowd | Stamford Bridge, Londres Spectateurs : 40 704 Arbitrage : Phil Dowd |

### Demi-finales
| 13 avril 2013 | Millwall | 0-2   | Wigan Athletic            |                                                                          |                                                                          |
| 17 h 15       |          | (0-1) | 25eMaloney · 78eMcManaman | Wembley Stadium, Londres Spectateurs : 62 335 Arbitrage : Michael Oliver | Wembley Stadium, Londres Spectateurs : 62 335 Arbitrage : Michael Oliver |
| 17 h 15       | Rapport  |       |                           | Wembley Stadium, Londres Spectateurs : 62 335 Arbitrage : Michael Oliver | Wembley Stadium, Londres Spectateurs : 62 335 Arbitrage : Michael Oliver |

| 14 avril 2013 | Chelsea | 1-2   | Manchester City      |                                                |                                                |
| 16 h          | Ba 66e  | (0-1) | 35eNasri · 47eAgüero | Wembley Stadium, Londres Arbitrage : Chris Foy | Wembley Stadium, Londres Arbitrage : Chris Foy |
| 16 h          | Rapport |       |                      | Wembley Stadium, Londres Arbitrage : Chris Foy | Wembley Stadium, Londres Arbitrage : Chris Foy |

### Finale
| Entraîneur :    |
| Roberto Mancini |

| Entraîneur :     |
| Roberto Martínez |

| Entraîneur :    |
| Roberto Mancini |

| Entraîneur :     |
| Roberto Martínez |